# Архитектура Франции

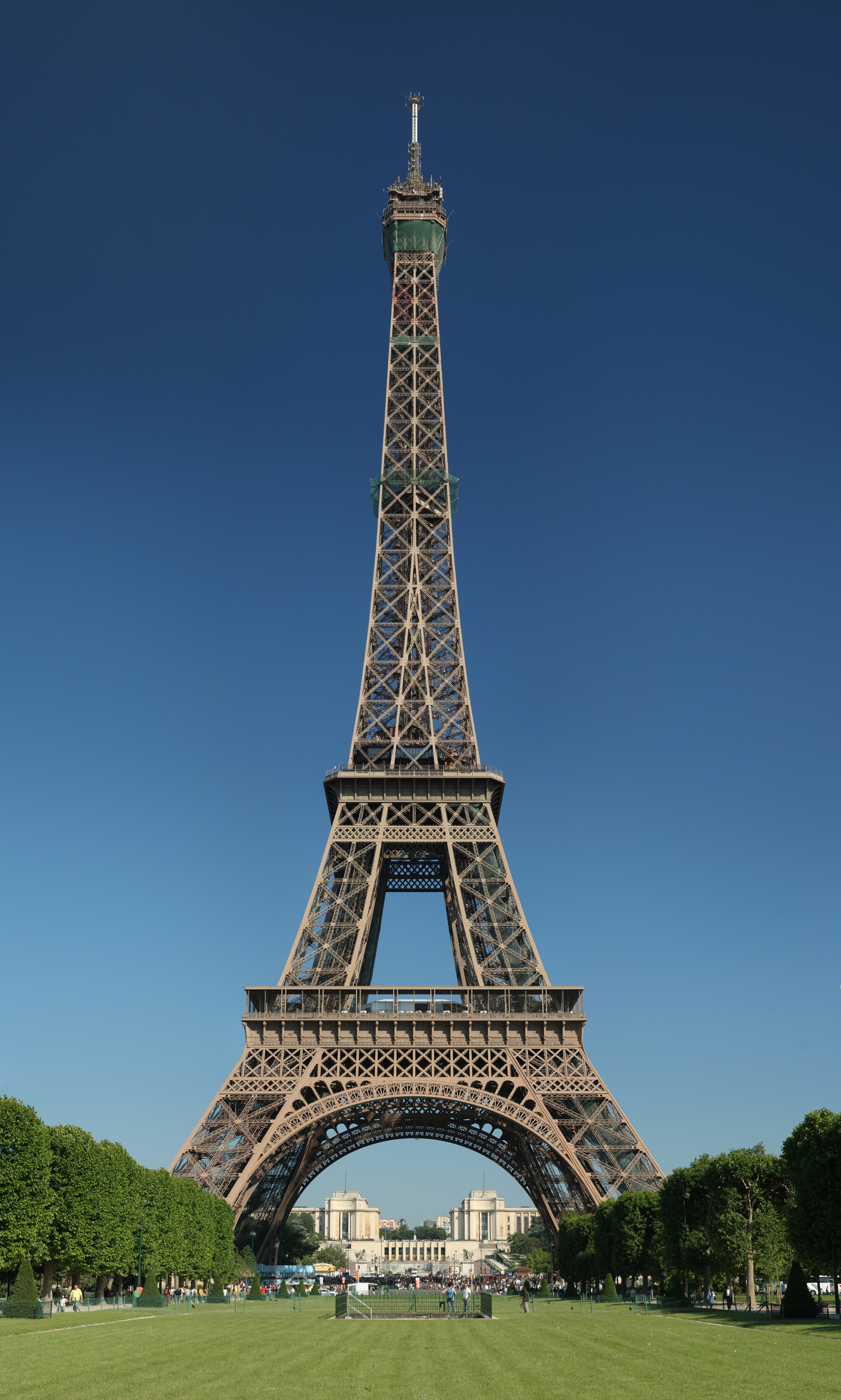
Эйфелева башня (1889 г.) — символ Парижа и французской архитектуры

Архитектура Франции является неотъемлемой чертой культуры Франции и обладает общими чертами, характеризующими её и отличающими от архитектуры других европейских стран.
Ввиду богатого культурного наследия и культурного влияния во Франции на протяжении веков зарождались многие архитектурные формы и стили.

## Архитектура галлов

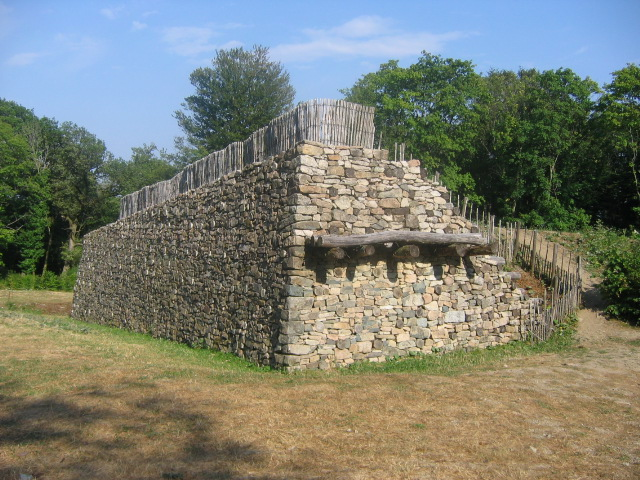
«Галльская» стена в Бибракте

В VI—V веках до н. э. территорию современной Франции заселили кельты, известные римлянам под названием галлы. Для периода вплоть до завоевания Галлии римлянами во II—I веках до н. э. характерны памятники латенской культуры: укреплённые городища — «оппидумы», располагавшиеся на возвышенных, труднодоступных местах. Крупнейшим из галльских оппидумов в Центральной Франции был Бибракта (фр. Bibracte) на городище Мон-Бёвре (фр. Mont-Beuvray) в 27 километрах от Отёна (Бургундия), являвшийся центром племени эдуев. Городище занимало площадь в 135 га и было укреплено рвом и «галльской» стеной из каменных блоков, скреплённых дубовыми балками. Дома Бибракты, стоявшие на каменных основаниях, строились из дерева и плетёных прутьев, обмазанных глиной и крылись соломой. Однокомнатные, углублённые в землю жилища и мастерские ремесленников возводились на террасах по склонам холмов.
Оппидум Антремон (фр. Entremont), находившийся в городище под Экс-ан-Провансом, был окружён стенами из каменных квадров с закруглёнными башнями, дома были сложены из дикого камня сухой кладки. Жилые здания имели прямоугольный план и располагались тесно друг к другу, зачастую имея общие стены.
В начале VI века до н. э. греки-выходцы из Малой Азии основали ряд колоний на побережье Южной Франции — Мессалию (совр. Марсель), Антиполис (Антиб) и другие, принеся с собой греческие принципы планировки городов и технику строительства из продолговатых квадров камней, скреплённых скобами, а также кладку из небольших по размеру камней на растворе из глины. По литературным источникам известно существование в Марселе древнегреческих храмов Артемиды и Аполлона.
В эпоху раннего железного века кельтские поселения с каменными и деревянными укреплениями уступили место каменным оборонительным сооружениям. Характерный пример — Алезия (фр. Alesia) около Дижона.

## Архитектура римского владычества

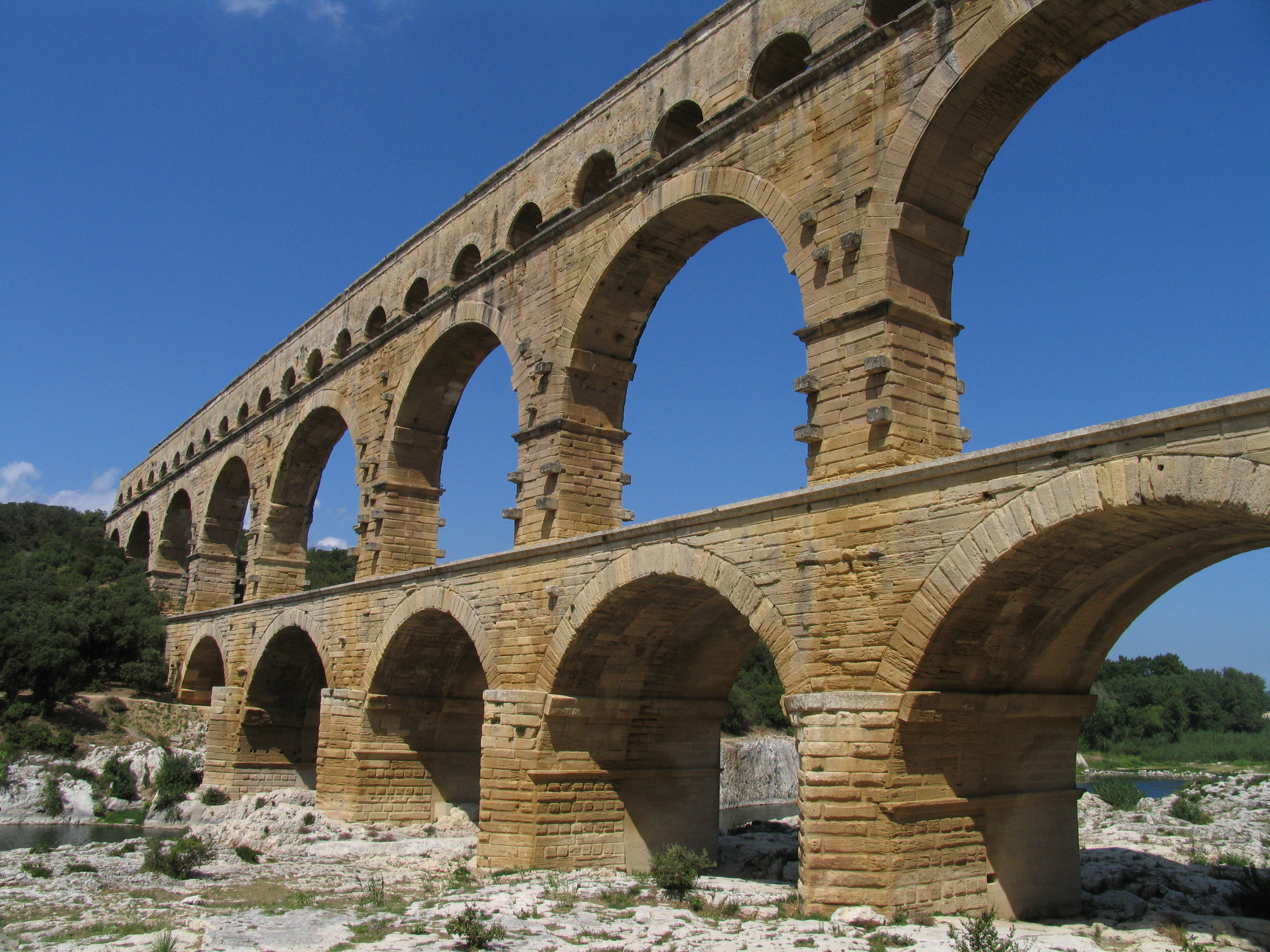
Пон-дю-Гар

Во II—I веках до н. э. римляне завоевали Галлию и основали ряд городов, спланированных строго по римским канонам: Арелате (Арль), Лугдунум (Лион), Аугустодунум (Отён), Немаузус (Ним), Араузио (Оранж), Лютецию (Париж) и другие. Лугдунум имел регулярную планировку со строго пересекавшимися улицами шириной 5 и 9 метров, тянувшимися на 300 метров в длину. В городе были возведены форум с храмами капитолийских богов, дворец правителя, здания курии, суда, деревянный цирк, амфитеатр, театр на 11 тысяч зрителей и одеон — редкое для Древнего Рима сооружение с мозаичным полом, круглое в плане и перекрытое, за исключением центральной части, крышей. В правление Августа (27—14 года до н. э.) города обносят стенами с воротами. Сохранились так называемые городские ворота в Ниме. В I веке до н. э. появились первые римские фортификационные и гражданские сооружения. В конце I века до н. э. был возведён Гарский мост вблизи Нима. В эпоху Римской империи в сельских местностях возводились виллы римско-италийского типа.
Римляне принесли с собой высокую строительную культуру: были введены в практику регулярная кладка на растворе, арочные и сводчатые конструкции. К концу I века н. э. на территории Галлии общераспространённой стала кладка из перемежающихся рядов небольших камней и кирпича. Большинство римских построек в Галлии украшались богатой скульптурной орнаментикой, многочисленными рельефами и круглыми статуями.

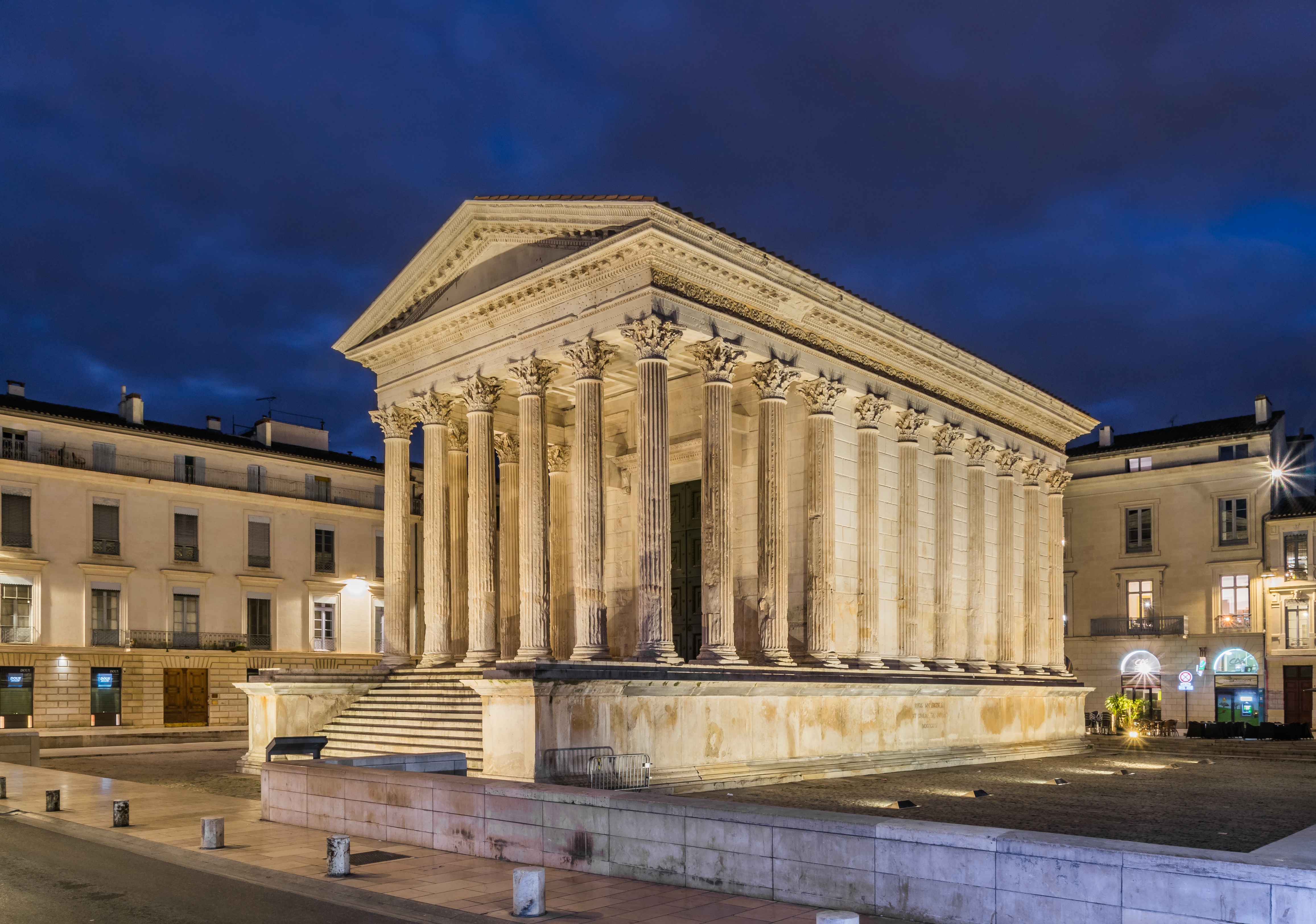
Мезон Карре

В Галлии получил распространение римский храм-псевдопериптер с развитым простильным портиком (Мезон Карре в Ниме, конец I века до н. э. — начало I века н. э.). Местный галло-римский тип храма обладал особенностями, отличавшими его от римского варианта: ориентацией в противоположном направлении и планом целлы — круглым (Тур де Везон в Перигё), квадратным (храм Януса в Отёне), восьмиугольным (храм в Монбуи, Луара) или крестообразным (Храм в Сансе, Вьенна).
Для галло-римской архитектуры было характерно возведение многочисленных театров и амфитеатров (в Арле, Оранже и другие), триумфальных арок (в Сен-Реми, Карпантре и Оранже). Архитектура погребальных сооружений представлена гробницей Юлиев в Сен-Реми, в которой прослеживалось явное влияние памятника Лисикрата в Афинах, Мавзолея в Галикарнасе и архитектуры гробниц в Помпеях.
По археологическим источникам также известна жилая архитектура галло-римской эпохи. В Сен-Реми сохранились остатки жилых домов, датированных периодом до 32 года до н. э., которые имели сходство с домами эллинистического типа на острове Делос с портиками, перистилями и антами. В Везон-ла-Ромен были открыты дома помпеянского и остийского типа.
Особую группу памятников в галло-римскую эпоху составляли постройки, связанные с местными традициями: храм Меркурия на Мон-Донон, Нижний Рейн; развалины храма Дианы на вершине близ Ле-Пюи. Для них были характерны тяжёлые формы, квадратные в плане колонны и уступчатые фронтоны, напоминавшие об архитектуре дольменов. Самые древние художественные памятники Франции относятся к галло-римскому периоду. От этого времени во Франции до нас дошли остатки нескольких религиозных сооружений, из которых лучше всего сохранился храм коринфского стиля в Ниме, известный под названием «Квадратный дом» (фр. maison carrée).
Кроме храмовых памятников, в истории французской архитектуры важное место занимают сооружения военного и гражданского характера. Римляне перенесли в Галлию, как и во все завоёванные ими страны, типы общественных зданий различного рода. От гражданских построек римской эпохи во Франции сохранились довольно многочисленные остатки, например огромных городских ворот времён Августа, Порт-де-Франс в Ниме и Порт Сент-Андре в Отене, триумфальных арок в Оранже и Карпантра, акведуков близ Нима (знаменитый Пон-дю-Гар), Лиона и Меца, театров в Оранже и Вьене, амфитеатров в Арле, Ниме и Сенте, терм императора Юлиана в Париже и т. д.
В середине III века галло-римские города были разрушены германскими племенами. В конце III — начале IV веков в основном строились укрепления вокруг городов, руины которых сохранились в Бове, Амьене, Тулузе и ряде других мест. В IV веке началось возрождение гражданской и религиозной архитектуры. В правление императора Константина I (306—337 года) сооружения приобрели огромные размеры и строились из кирпича и камня в равных пропорциях (термы де ла Труй в Арле). Тем не менее древнеримские города так и остались в руинах, а все усилия были брошены на возведение защитных укреплений.

## Архитектура Франции Раннего Средневековья

### Архитектура эпохи Меровингов

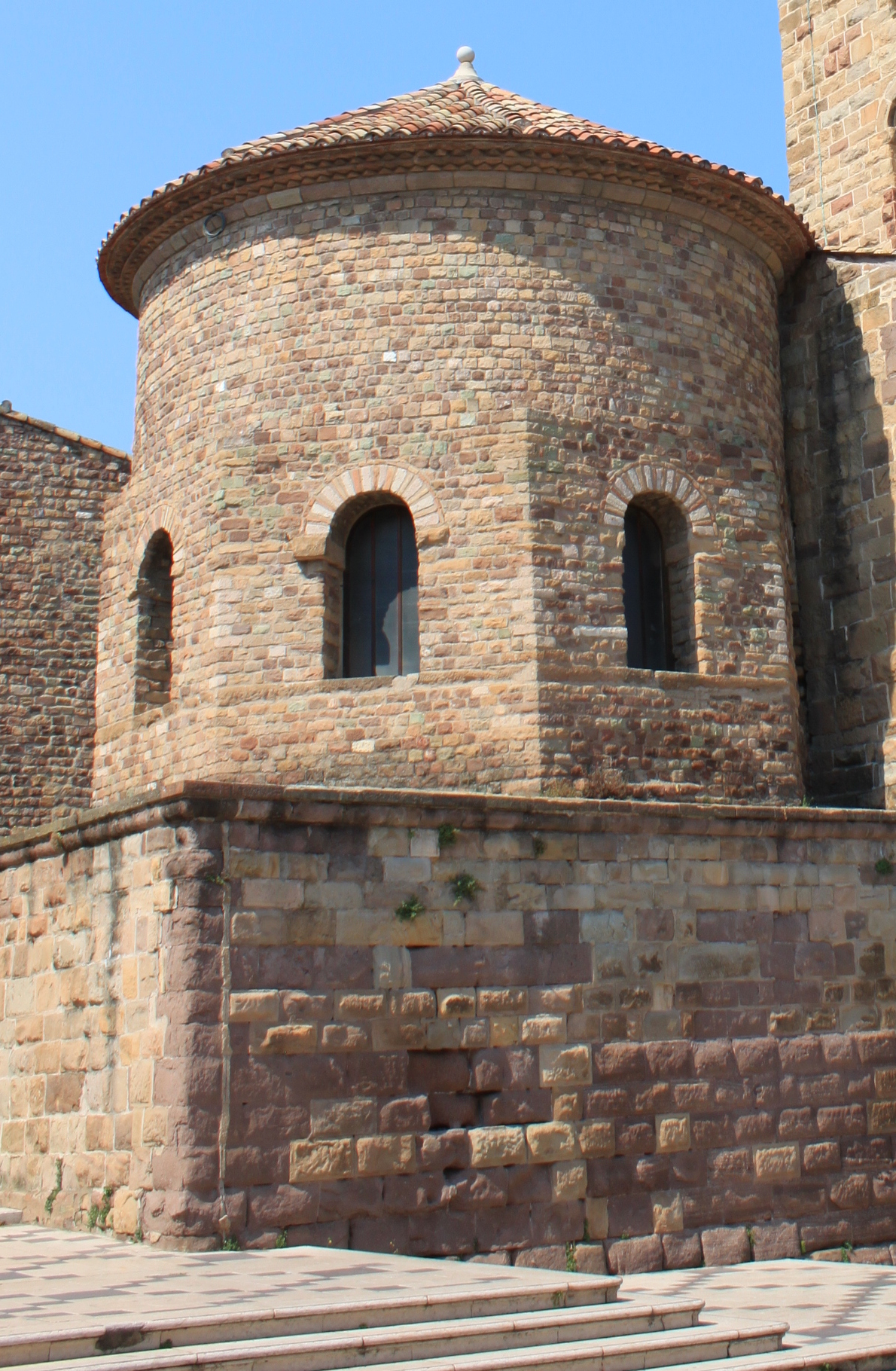
Баптистерий Фрежюсского собора

В период с конца V по середину VI века вся территория Франции вошла в состав Франкского государства, в искусстве которого своеобразно переплелись народное творчество племён-завоевателей с некоторыми традициями античной художественной культуры, воспринятыми через галло-римское искусство. В V—VIII веке на территории северной и центральной Франции развивалось меровингское искусство, получившее именование по названию первой королевской династии Франкского государства. В период Меровингов у франков ещё только зарождались феодальные отношения, в 496 году они приняли христианство. Как и все страны, получившие христианство из Рима, Галлия заимствовала тип первых церквей от Италии, где из здания судебного трибунала образовалась древнехристианская базилика. Ко времени вторжения франков в Галлию в ней существовало много базилик, но ни одна из них не уцелела.
Богатейшие достижения римской культуры, оставленные в Галлии, постепенно исчезали под натиском германцев: памятники античной архитектуры разрушались, их обломки шли на укрепление обнищавших и обезлюдевших городов. Период V—VIII века был временем заимствования достижений прошлого, иногда в буквальном смысле — зачастую колонны и другие детали античных построек включали в структуру новых зданий. Данный период отличался упадком строительной техники и нерегулярным строительством.
В раздробленной и экономически ослабленной стране только церковь сохранила достаточный авторитет и средства, чтобы вести масштабное строительство: соборы базиликального типа в Лионе и Клермон-Ферране (450—470 годы, оба позже перестроены). Главными религиозными постройками эпохи Меровингов стали трёхнефные базиликальные церкви с деревянными перекрытиями, завершённые с востока одной или тремя апсидами (Сен-Пьер во Вьенне, 1-я пол. V века, перестроена в X веке), и центрические баптистерии с планом в виде 3- или 4-листника (в Экс-ан-Прованс, V век, утрачен; в Пуатье, IV век, перестроен в VII и XI веках; в Венаске, Воклюз, VI—VII века, незначительно перестроен).

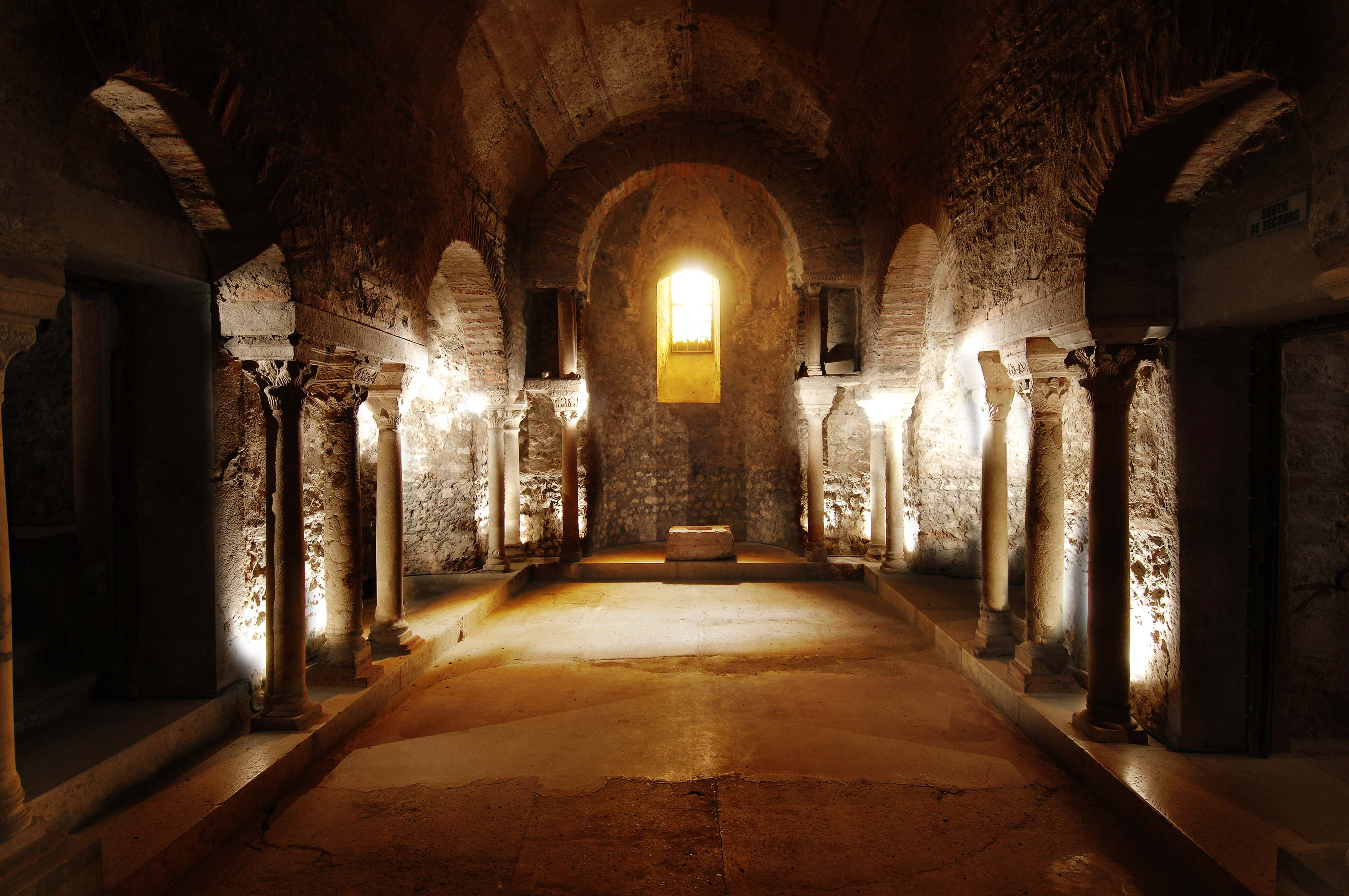
Крипта Сен-Лоран в Гренобле

В сооружениях эпохи Меровингов сочетались различные влияния, среди которых особо выделялись местные традиции и завезённые купцами, паломниками и церковными прелатами раннехристианские восточные, особенно византийские и сирийские, строительные приёмы. Декоративное убранство храмов не было связано с тектоникой внутреннего пространства, а обуславливалось «варварскими» пристрастиями к роскоши и ярким краскам: интерьеры украшались богатыми восточными тканями, драгоценной церковной утварью, позолотой, мозаиками и пёстрой росписью.
Последующее развитие меровингской монументальной церковной архитектуры отчётливо выразилось в наиболее значительных постройках — каменных, перекрытых по стропилам и увенчанных колокольнями церквях, позже сильно перестроенных, имевших зачатки трансепта и хора: соборы в Отёне (конец VI века), Венаске (конец VI века). В целом от построек V—VIII веков сохранились только крытые крестовыми сводами крипты: Сен-Лоран в Гренобле (VII—VIII века), Сен-Поль в Жуане (VI—VIII века).

### Каролингское возрождение

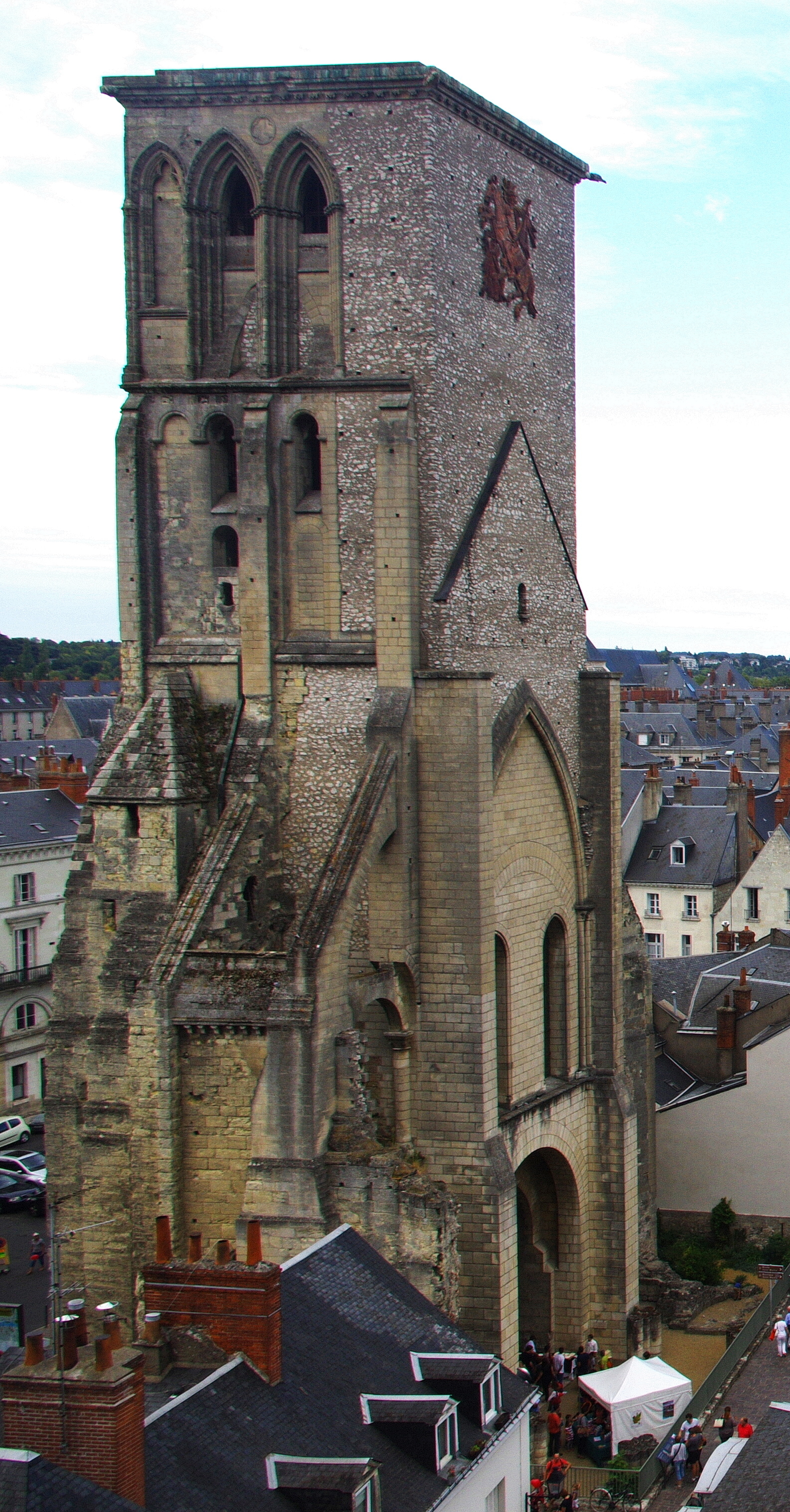
Восстановленная часть базилики Сен-Мартен в Туре

В период правления Каролингов VIII—IX веков начался культурный подъём. При Карле Великом, правившем в 768—814 годах, Франкское государство достигло пика своего могущества, а период культуры и искусства данного времени получил название Каролингского возрождения, поскольку в это время большое внимание уделялось античной литературе и светским знаниям. На художественную культуру данного периода повлияли как позднеантичное и византийское искусство, так и местные варварские традиции, на основе синтеза которых выросло средневековое искусство.
С VI века во Франкском государстве началось формирование нового типа архитектурного сооружения — монастырского комплекса, архитектурно-планировочное решение которого соответствовало принципам монашеской жизни, заложенным общинами Египта и Ближнего Востока. Широкое строительство монастырей началось после папского эдикта 529 года, когда в Галлии было основано более 200 бенедиктинских аббатств. Уклад и система хозяйства монастырей сложились в эпоху Каролингов. Комплексы монастырей имели чёткую функциональную композицию и рациональное зонирование территории: главной доминантой служил храм, окружённый клуатрами, жилищем аббата, зданиями трапезных (рефекториев), общих спален (дормиториев), келий с отдельными участками, и хозяйственными постройками.
Амбиции Каролингов в области политического господства в Западной Европе и их попытки возродить могущество Римской империи получили отражение в архитектуре королевского дворца и капеллы в Ахене, отличавшихся монументальной роскошью. Одновременно с этим, начавшийся процесс феодализации привёл к возникновению в IX веке новых типов сооружений: первых деревянных башен-донжонов. В выгодных со стратегической точки зрения пунктах возникли укреплённые тыном и земляными валами бурги. В городах епископы-феодалы, соперничавшие с королевской властью, возводили соборы, залы капитула, ризницы, богадельни.
На дальнейшую трансформацию церковной архитектуры оказали влияние развитие культа реликвий и мощей, умножение числа алтарей, необходимость вместить бо́льшие религиозные общины и отделить место богослужения от молящихся и процессий паломников. Таким образом возникли кольцевые обходы (деамбулатории) вокруг хора с венцом расходящихся капелл (так называемый бенедиктинский хор, зародившийся в Клюни). Новые веяния отразились на архитектуре крипты церкви Сен-Филибер в Гран-Льё (836—839 года), второго собора в Клермон-Ферране (освящён в середине X века), базилики Сен-Мартен в Туре (2-я половина X века; перестроена и затем разрушена в начале XIX века).

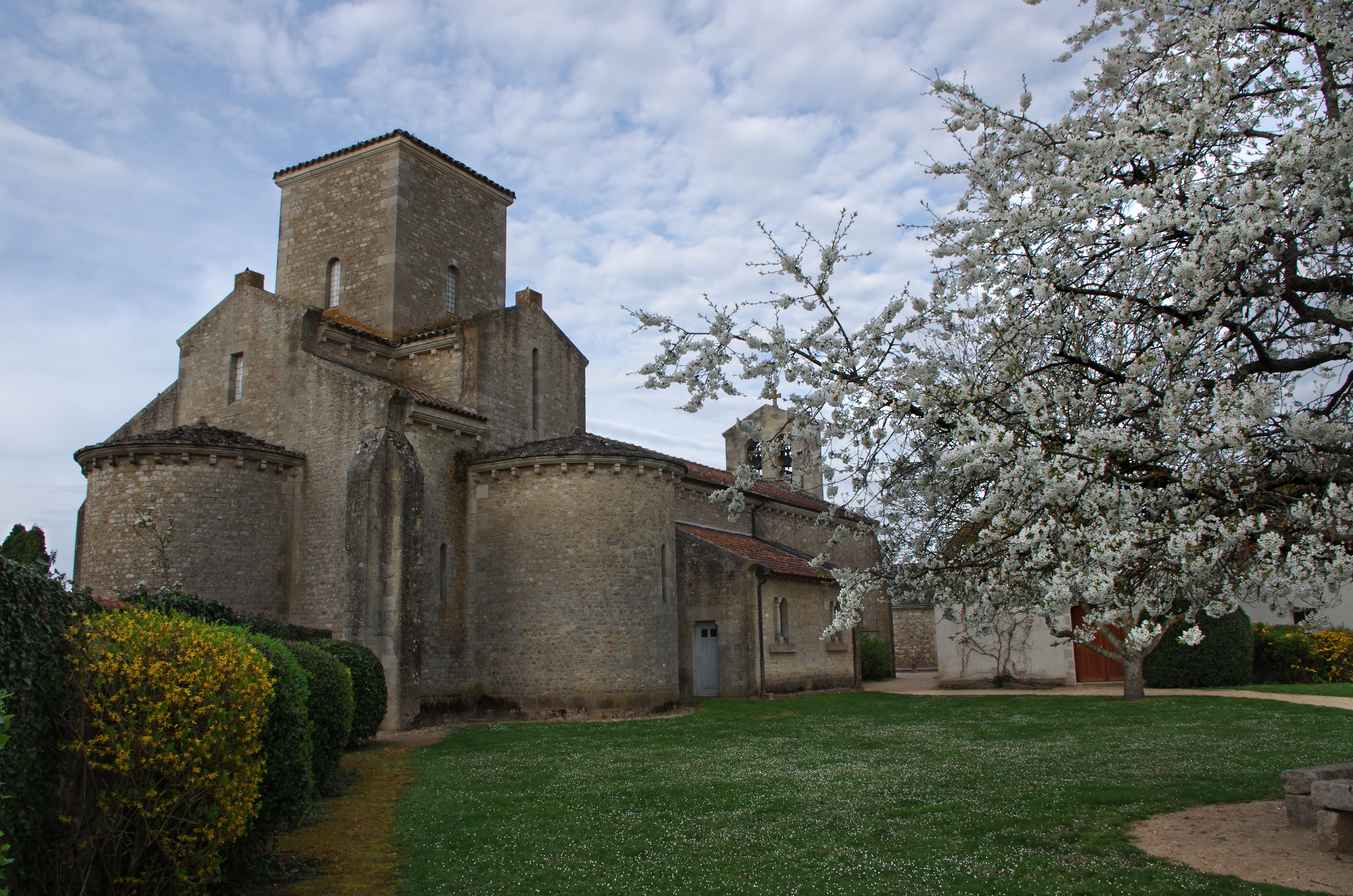
Ораторий в Жерминьи-де-Пре. 803—806 года

Частые пожары и необходимость улучшения акустических свойств храмов, из-за возросшего значения хорового пения в литургии, привели к необходимости замены деревянных перекрытий каменными. Постепенно выработалась система конструкций перекрытий при сохранении традиционной техники булыжной каменной кладки на растворе: боковые нефы (иногда двухъярусные) перекрывались крестовыми сводами, кольцевой обход — полуциркулярным сводом. В среднем нефе, наиболее просторном и освещённом, долгий период сохранялись стропильные фермы перекрытий.
В ряде построек каролингского периода появилась заимствованная из Германии портальная композиция, так называемый вестверк, предвосхитивший ранний тип расчленённого западного фасада христианской церкви. Характерным образцом являлась церковь монастыря Сен-Рикье в Сомма (начало IX века, архитектор Анжильбер). В результаты указанных процессов сложился тип трёхнефной или пятинефной базилики с планом в виде латинского креста, с одним, реже двумя, трансептами, нартексом, развитым хором, обрамлённым кольцевым обходом и венцом радиальных капелл. Базиликанское построение объёмов дополнялось вертикальными акцентами в виде башен над средокрестием и вестверком. Данный план позже лёг в основу многочисленных паломнических церквей.

### Романский стильXI века

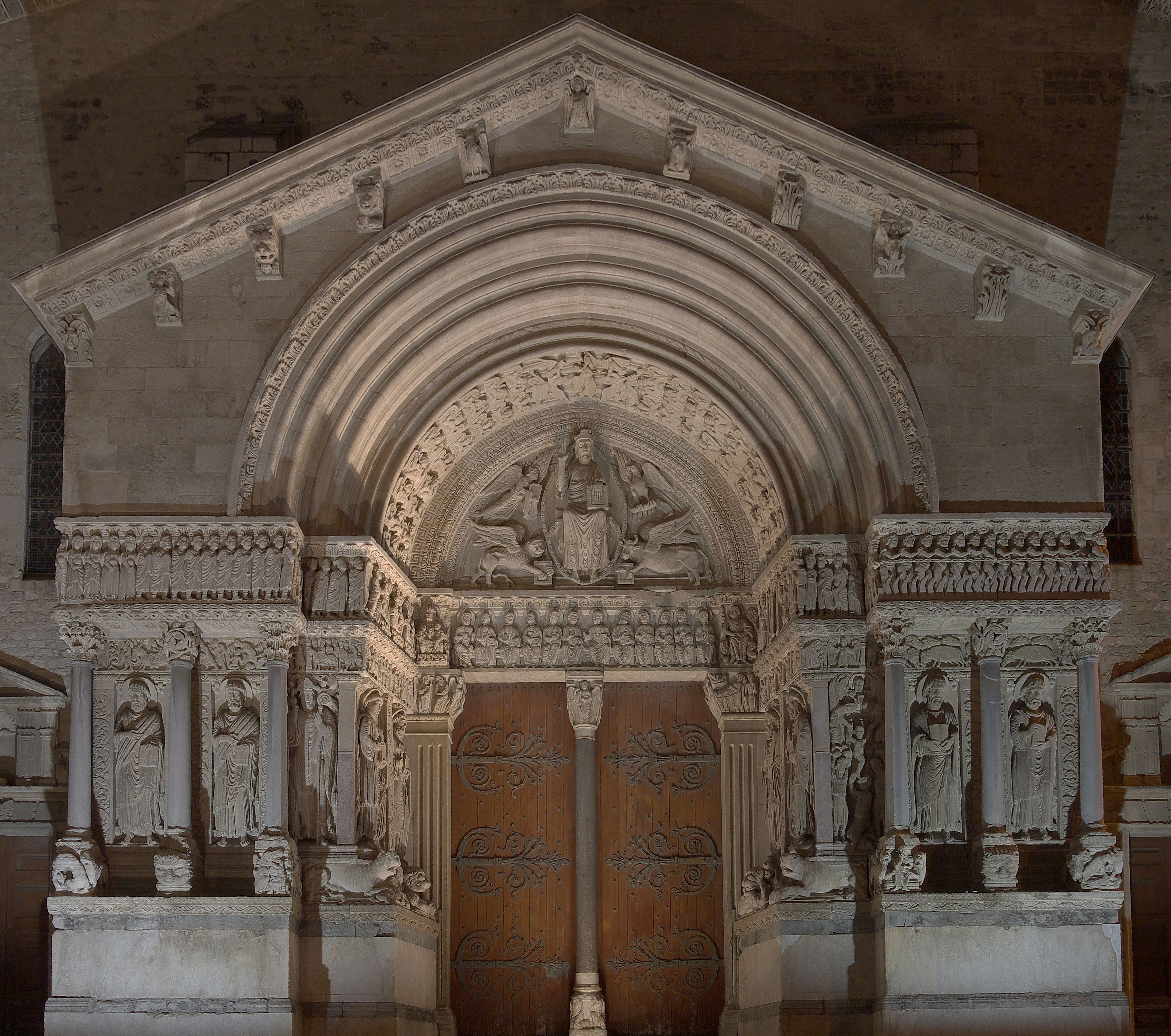
Портал собора св. Трофима в Арле

В начале XI века, после того как миновал страх перед ожидавшимся в 1000 году светопреставлением, христианская фантазия стала удаляться от старых традиций и создавать новые архитектурные формы, в которых римские элементы едва заметны. К типу базилики не прибавилось ничего нового, но все её части видоизменились. Вместо плоского потолка или заменяющих его открытых стропил появляется свод, алтарное помещение получает форму полукруглой ниши, отношение высоты к ширине здания изменяется. Все делается своеобразно стильным, и вскоре эта стильность получает изящество. Массивные пилястры внутри храма чередуются с лёгкими колоннами; капители стараются подражать коринфскому и римскому ордерам даже тогда, когда составлены из фигур людей и животных. Форма латинского креста выражается в плане яснее. Фасад украшается двумя, в большинстве случаев четырёхгранными, башнями, разделёнными на несколько этажей. Над порталом проделывается круглое окно, так называемая «роза». Хор становится длиннее и иногда снабжается круговым обходом. Порой над средокрестием воздвигается купол.
Значительные шаги вперёд делает и сама техника постройки, рассчитываемой на прочность. Внутри церкви замечается стремление к роскоши: стены и полы покрываются многоцветной инкрустацией, колонны пёстро расписываются. Таким образом возник романский стиль, усеявший Францию в XI-м и в первой половине XII века полными величия и гармоничными в своих частях церквами, каковы Монастырская церковь аббатства Святого Стефана в Кане, Сен-Сернен в Тулузе, Собор Святого Трофима в Арле, Нотр-Дам-ля-Гранд в Пуатье и др.
Стоит отметить, что все выдающиеся французские зодчие романской эпохи — Робер де Люзарш, Пьер де Монтеро, Эд де Монтрёль, Рауль де Куси, Тома де Кормон, Жан де Шель, Пьер де Корби, были уроженцами Иль-де-Франс, Пикардии и соседних земель.

### Дворцы Раннего Средневековья
От дворцов двух первых франкских династий не дошло до нас никаких следов; известно лишь, что Меровинги и Каролинги имели резиденции в Суассоне, Компьене, Аттиньи, Ножане и в других пунктах. Это были по большей части переделанные римские виллы, в которых главной залой (фр. aula) служил имплювий, защищённый от непогоды крышей, а вокруг него располагались побочные помещения. При Меровингах усадьбы королей, равно как и свободных франков, принадлежавших к их свите, оставались неукреплёнными и лишь иногда бывали обнесены частоколом и рвами.

## Архитектура Высокого Средневековья

### Замки Высокого Средневековья
Замки появились только при Карле Великом, но, строго говоря, представляли собой усадьбы, защищённые стеной и башнями.
В Х и XI веках видоизменённая римская вилла получает иной вид: крепостные (сервы) владельца усадьбы и ремесленники, жившие до той поры внутри окружной стены, теперь удаляются за неё, куда также переносятся хозяйственные службы и мастерские, так что в вилле остаётся только жилище самого феодала и помещения для его дружины, причём все эти постройки приспособляются к обороне. В XII и XIII вв. большие замки обычно окружались двумя концентрическими кольцами стен. Внутри первой находились донжон, главное по назначению и величине здание в замке, по большей части представлявшее собой каменную четырёхугольную башню с выступающей из её стены более мелкой башенкой для лестницы, ведшей в верхние этажи; и беффруа (фр. befroi, belfroi), ещё более укреплённая высокая башня, служившая убежищем для обитателей замка в случае, когда донжон уже достался в руки неприятелю. Вход в беффруа устраивался не на уровне земли, а на втором этаже, и взбираться к нему надо было по приставной деревянной лестнице, убиравшейся в случае опасности. Вторая стена укреплялась не так сильно, как первая, и шла ниже её, по склону горы, на которой стоял замок. Она окружала собой довольно значительное по площади пространство, так называемый «нижний двор» (фр. basse-cour). Там находились кладовые, конюшня, некоторые жилые постройки и нередко домашняя часовня.
Феодал, владевший замком, чаще всего проживал на верхних этажах донжона. Жилые комнаты владельца украшались роскошно: в них почти всегда находился по большой камин с болшим каменным колпаком. К ним примыкали более мелкие комнаты, устроенные в толще стен и служившие кабинетами или спальнями. Окна, проделанные в башне почти всегда без порядка, не соответствовали друг другу на разных этажах. Амбразуры окон, благодаря значительной толщине стены, играли роль комнаток, с полом, лежащим на одну или две ступени выше покоя, получавшего от них освещение; в амбразуре, с каждой её боковой стороны, находились каменные скамьи.

### Готика
Вследствие увеличения числа прихожан во времена Высокого Средневековья, вместимость романских базилик оказалась недостаточной. Для устранения этого выработались требования изменений в храмовой архитектуре, прежде всего в планировке церквей. В ходе этих изменений, убедившись в возможности значительно уменьшить объём стен церквей, стало возможным увеличить высоту и вместительность храмовых сооружений благодаря правильному распределению точек сопротивления давлению каменных масс. Коробовый свод стал заменяться крестовым, а полуциркульная форму арки — стрельчатой, сначала применявшейся только для больших арок, производящих сильное давление на их подпоры, но потом арка стала использоваться и в более мелких архитектурных элементах — в дверях, окнах, галереях, сводах. Благодаря ей, все части сооружения получили возможность тянуться вверх, чему, кроме того, способствовали контрфорсы, устроенные у стен для обеспечения их устойчивости и для сопротивления давлению лежащих на них сводов. Благодаря такой конструктивной системе достигалась некая «бестелесность» храма, его устремление к небесам, а также изящество. Эти новшества легли в основу готического стиля.

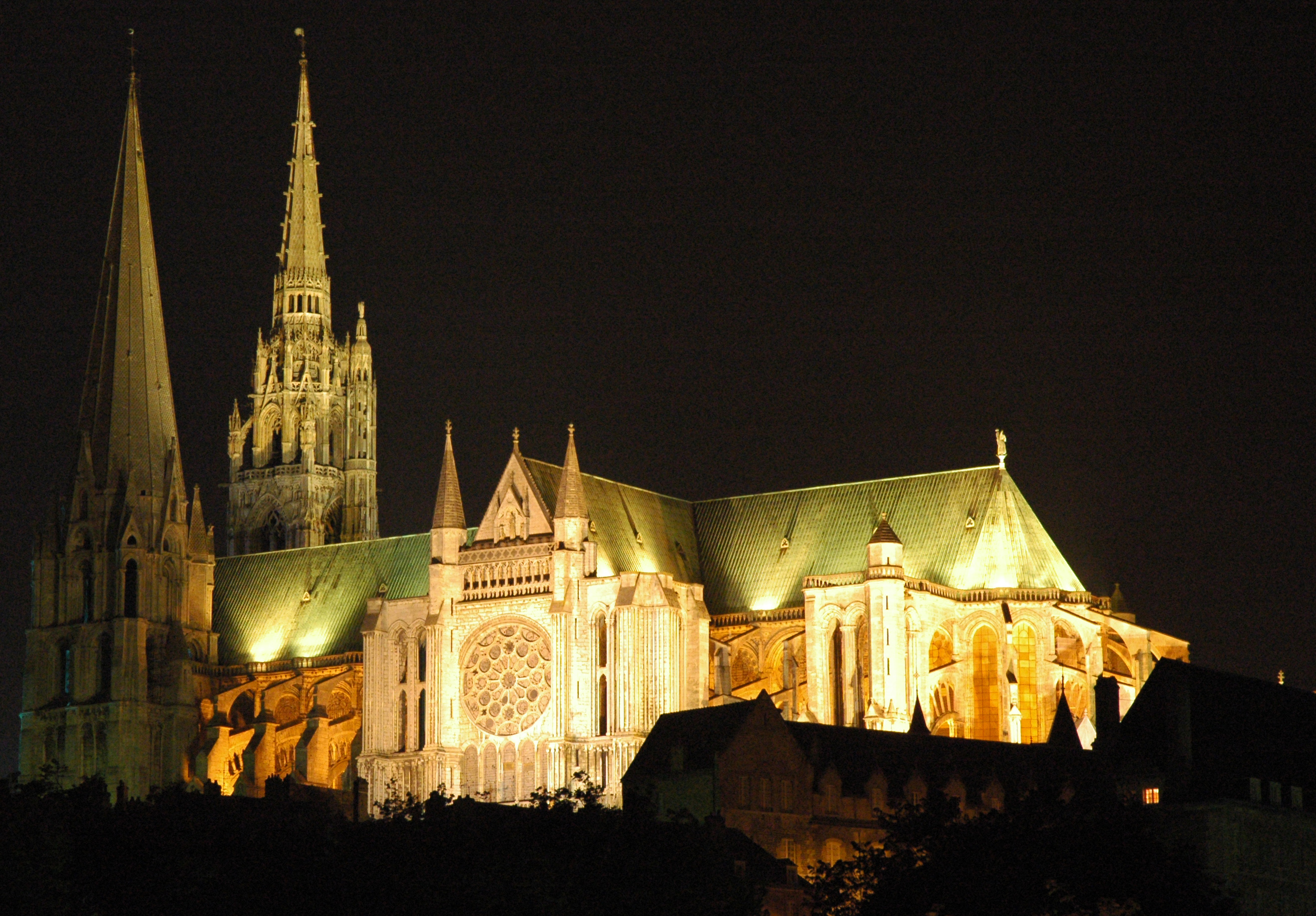
Шартрский собор

Впервые готика со своими отличительными чертами появилась около 1150 года. Именно Франция является её родиной, первые готические сооружения начали сооружаться в таких французских областях, как Иль-де-Франс, Вексене, Валуа, Бовуази, долина реки Уазы, и частично Шампань — словом, в той части страны, где за полтораста лет перед тем воцарилась династия Капетингов.
Начавшие строиться ко времени возникновения готического стиля и быстро законченные небольшие церкви в Сен-Лё-д’Эссеране, Лонпоне и Аньесе, близ Клермона (департаментах Уаза и Сена и Уаза) отличаются соразмерностью своих пропорций, и в этом отношении они выразительнее отражают стиль, нежели большие соборы в Шартре, Реймсе и Амьене. Последние, хотя и принадлежат к эпохе высшего расцвета готики, однако строились на протяжении нескольких столетий, и ввиду этого на отдельные архитектурные элементы наложились соответствующие изменения. Смелость нагромождения грандиозных масс, огромная величина размеров, изобилие и роскошь деталей в этих произведениях готики поразительны, но им не достаёт строгой гармонии и, если можно так выразиться, экономии стиля; в них выказывается стремление к преувеличению и излишней пышности.

#### Готический стиль XIV века
В готике XIV века стремление к достижению как можно больших высоты и «воздушности» церквей доходит до предела. Зодчим приходилось прикладывать немало усилий в «борьбе» с тяжестью и пространством, успешным примером которой можно отметить собор в Бове. Однако зачастую чрезмерное присутствие декоративных деталей приводила к загромождённости сооружения, как и в интерьере, так и в экстерьере. Среди них — выступающие вперёд или остроконечные украшений, статуи под балдахинами, ажурные фронтоны, похожие на кружево балюстрадаы и тому подобными филигранными работами из камня.
Архитектурное единство сооружения практически не соблюдается, а гладкие поверхности зодчие стараются по возможности избегать. Почти ко всем соборам пристраиваются боковые капеллы, что наглядно демонстрирует большее уделение внимания не на цельность и общий характер здания, а на его отдельные части. В интерьере это приводит к стремлению к пирамидальности и активному применению острых столбиков и треугольных форм. Таким образом, главными задачами зодчие этого столетия ставили достижение как можно большей высоты и максимального блеска отделки храма.
Образцами французской готики XIV столетия могут служить некоторые части соборов в Меце, Туре и Мо, монастырская церковь аббатства Сент-Уэн в Руане и базилика Нотр-Дам-де-л’Эпин близ Шалон-ан-Шампани.

#### Поздняяпламенеющая готикаXV века
В XV веке формы здания освершенно теряются под напором множества украшений с растительными мотивами, проявляющихся во всех выступах, углублениях и обрамлениях. Однако когда все растительные формы были исчерпаны, в ажурной разделке оконных рам стали употребляться криволинейные, изогнутые геометрические фигуры, из которых одна, господствующая, отдалённо напоминающая рыбий пузырь или качающееся пламя свечи, дала французскому позднеготическому стилю название «пламенеющего» (фр. style flamboyant). Церкви, построенные целиком в этом стиле, встречаются редко, однако среди значительных церквей очень мало тех, в которых не была бы исполнена в нём какая-либо часть.
Самые замечательные из его памятников — портал собора Нотр-Дам в Руане, боковой портал собора в Бове и монастырская церковь королевского монастыря в Бург-ан-Брессе.

### Дома французской аристократии позднего Средневековья
В XIV—XV столетиях замки феодалов утрачивают свой прежний неприступный и грозный характер. Теперь они строятся не на возвышенных пунктах, а в плодоносных равнинах, в местах, удобных для надзора за сельским хозяйством. Планировка замков становится более правильной, господские помещения расширяются за счёт уменьшающихся оборонительных укреплений; окружные стены и башни снабжаются вверху зубцами и увенчиваются узкой, высокой крышей, причём под ней, у зубцов, мог устраиваться машикули — обход с отверстиями, откуда осаждающих могли обстреливать замок из луков и арбалетов, бросать на них камни или лить горячую смолу. Архитектурная отделка внешности замков этого периода примерно такая же, как и у церковных сооружений. Изменились интерьер и обстановка жилых помещений: появились расписные стекла в окнах, скульптурные украшения каминов, деревянная резная обшивка и ковры на стенах, настилка из плит чёрного и белого камня, мрамора или обожжённой глины на полах, дубовые шкафы, лари, столы, кресла с изящной резьбой и пр.
Многие образцы светской архитектуры, в частности, жилища французской аристократии, дошли до наших дней. Среди жилищ феодалов можно отметить Отель Бургтеруд в Руане, Отель Клюни в Париже и замок Мельян в Бурбоне.
В Средневековье в городском строительств широко применялся фахверк. Фахверковые здания и сейчас можно увидеть в некоторых французских городах, например, в Бретани.
См. также Особняк (Франция)

## ФранцузскийРенессанс

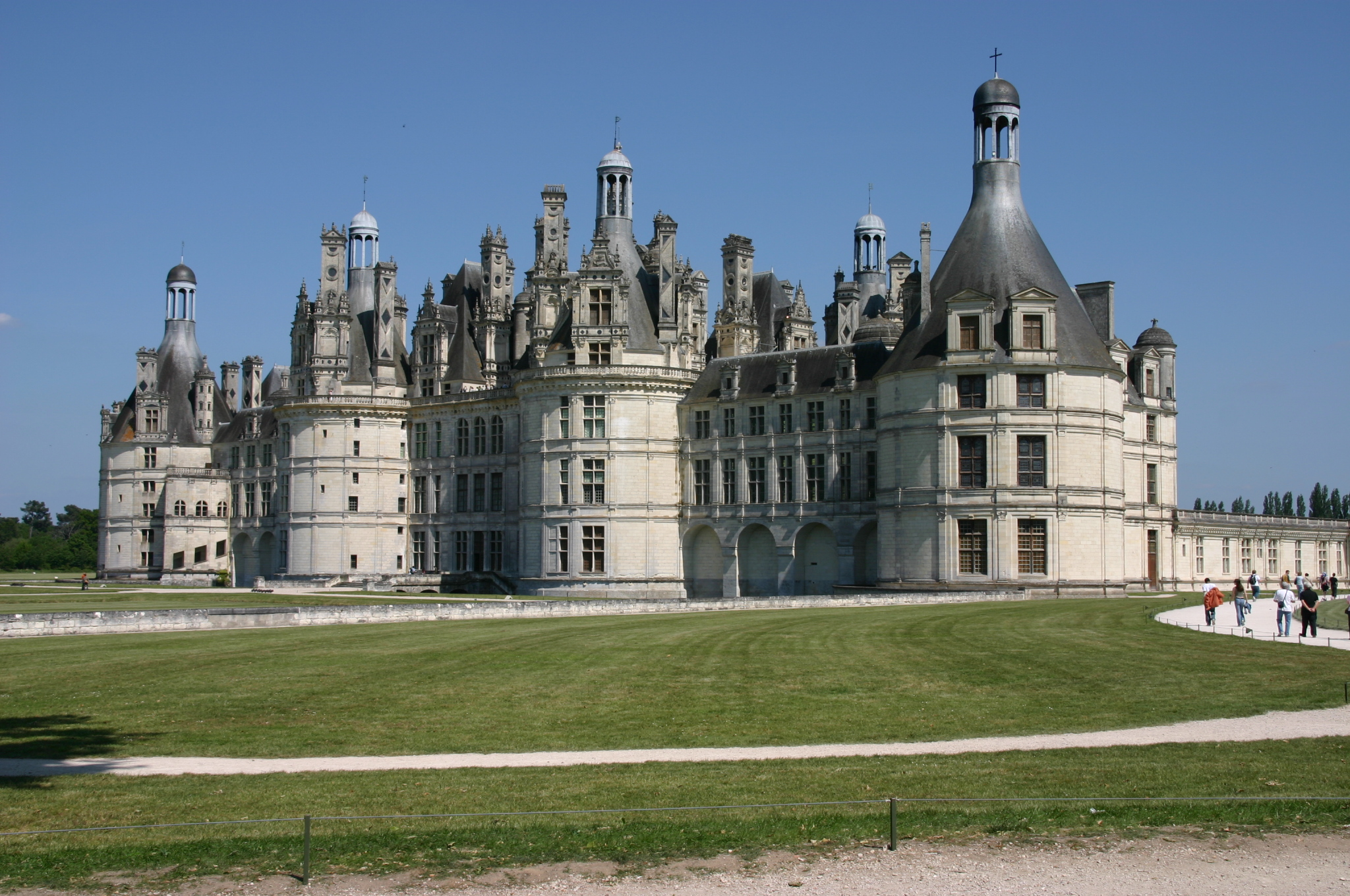
Шамборский замок, 1519—1547 годы

На возникновение особой, французской разновидности ренессансной архитектуры в XVI веке, одновременно повлияло множество факторов. Это окончательное отмирание феодализма при Людовике XI, смена способов ведения войны, итальянские походы Карла VIII, Людовика XII и Франциска I, а также проникновение в общественную и частную жизнь большей утончённости и роскоши. Французская архитектура эпохи Возрождения представляет собой весьма удачное слияние античных деталей с непосредственно французскими, национальными формами. Построенные с тех пор французские замки можно разделить на два типа. Первый практически сохраняет архитектуру средневековых замков — у них огромные острокровельные башни и четырёхугольный двор посередине, окружённый постройками. Однако, несмотря на унаследованный оборонительный экстерьер, видно гораздо большее стремление к удобству проживанию. Об этом свидетельствуют широкие четырёхугольные окна с крестообразными переплётами рам, устроенные во всех этажах башен и в соединительных стенах; крыши, снабжённые слуховыми окнами; и проходы позади зубцов, фактически единственные украшения. Таким образом французские ренессансные замки этого типа только внешне напоминают крепости, внутри них встречается старое убранство, но свет и воздух всё больше проникает в интерьер, и комнаты в круглых башнях в большинстве случаев получают удобную для жилых помещений четырёхугольную форму. Лучшие образцы замков феодального стиля XVI столетия — Виньи, Шамбор и Пьерфон.
Одновременно с такими замками французские короли и вельможи строили для себя резиденции иного рода, в архитектуру которых не допускалось ничего, что могло бы напоминать старинные рыцарские гнезда. Изящные образцы подобных псевдозамковых дворцов — Азе-ле-Ридо и Шенонсо в Турени, Фонтен-Анри и Белло в Нормандии, Ане в Босе, построенные при Франциске I и Генрихе II части Сен-Жермен-ан-Ле и Фонтенбло — в окрестностях Парижа. Французское слово фр. chateau, прежде применявшееся для обозначения замков как оборонительных сооружений и жилища феодала, с этого момента также употребляется и для обозначения подобных псевдозамковых дворцов и особняков, и в таком значении проникает в том числе и в русский язык.
Однако, уже при Генрихе IV этот стиль французского ренессанса начал отчасти утрачивать свою элегантность. Характерное отличие зданий дальнейшего времени заключается в способе их постройки. Он был двоякого рода: одни архитекторы употребляли тёсаный камень, другие пользовались кирпичом для облицовки и для украшений. Тёсаный камень позволял воздвигать обширные здания и придавать им роскошную пластическую орнаментацию. Главная ошибка тогдашних зодчих — тяжесть всех частей в их произведениях, начиная с профилей и кончая декоративным орнаментом. При совместном употреблении кирпича и тесанного камня давать зданию желаемое расположение было проще, верхние этажи производили меньшее давление на нижние, орнамента было меньше, но зато можно было достигать эффектности через сопоставление разноцветных материалов — кирпича, тесанного камня и шифера. Из сооружений рассматриваемого времени сохранились ещё многие: так называемый «кухонный двор» в Фонтенбло, все здания на Place Royale в Париже, тамошний арсенал, отели Лесдигьер, Майенн, Сюлли и пр. Во дворцах стиля ренессанса каждый этаж фасадов имел свой ряд колонн, и вначале эти колонны на каждом этаже были другого античного ордера, чем на прочих. Ряды колонн, помещённые один над другим, придавали фасаду вид шахматной доски; издали он производил впечатление однообразного и утомительного для глаз сочетания горизонтальных линий (гзымсов) с вертикальными (колоннами и пилястрами).
Что касается церковной архитектуры, то уже в конце XV столетия в готическом стиле начинают появляться элементы классической древности. В орнаментах к листьям кудрявой капусты и чертополоха присоединяются акантовые и лавровые; подушки над колоннами и в их основании, шнуры перлов, зубчики, пальметты, своим появлением указывают на наступление стиля Возрождения, который достигает полного развития в XVI веке при Генрихе II.
Верхи порталов принимают полукруглую форму, аркады делаются стрельчатыми, окна четырёхугольными или крестообразными. Водворяется архитектурный эклектизм, заимствующий от греков гладкость стенных площадей, от римлян полуциркульную форму арок, от готики стрельчатую арку и применяющий их к своим задачам; но при этом отдельные части здания остаются согласованными между собой, несмотря на разнообразие взятых для него форм, как это мы видим, например, в капелле замка Ане.
Однако, этот блестящий стиль французского Возрождения вскоре искажается нагромождением частей сооружения и чрезмерностью пропорций украшений, неуклюжими и странными прибавками во флорентийском и венецианском стилях. Стиль позднего Возрождения можно с таким же правом назвать «пламенеющим», как и позднюю готику: ему также присущи тяжесть масс, пристрастие к ломающимся и вычурным линиям, к чрезмерному изобилию украшений, выбранных без строгой критики — пристрастие к консолям, свешивающимся вниз замкам и выступающим ребрам, от которых своды в некоторых французских церквах напоминают собой сталактитовые пещеры. Складывающаяся в итоге дисгармония не искупались ни искусным, в техническом отношении, приведением её в исполнение, ни соединением в ней заимствованного из древнегреческой и древнеримской архитектуры, а также из архитектуры Флоренции и Венеции, как, например, в церквях Сент-Эсташ и Сент-Этьен-дю-Мон в Париже.
Римский собор св. Петра (главный архитектор — Микеланджело Буонаротти), законченный в 1590 году, получил всемирную известность и стал таким образом образцом для всех архитекторов по ту сторону Альп.
Одним из первых (и довольно робких) подражаний собору святого Петра являются купола парижских иезуитских и кармелитских церквей, за ними последовали более смелые — соборы Сорбонны и Валь-де-Граса.
Для достижения высоты готических порталов, французские архитекторы эпохи Возрождения помещали античные ордера один на другой: внизу — дорический, над ним ионический, а ещё выше — коринфский. Подобный приём можно наблюдать в портале парижской церкви Сен-Жерве, который служившем образцом для всех церковных фасадов того времени и долго имевшем каноническое значение.

## Архитектура XVII-начала XVIII веков

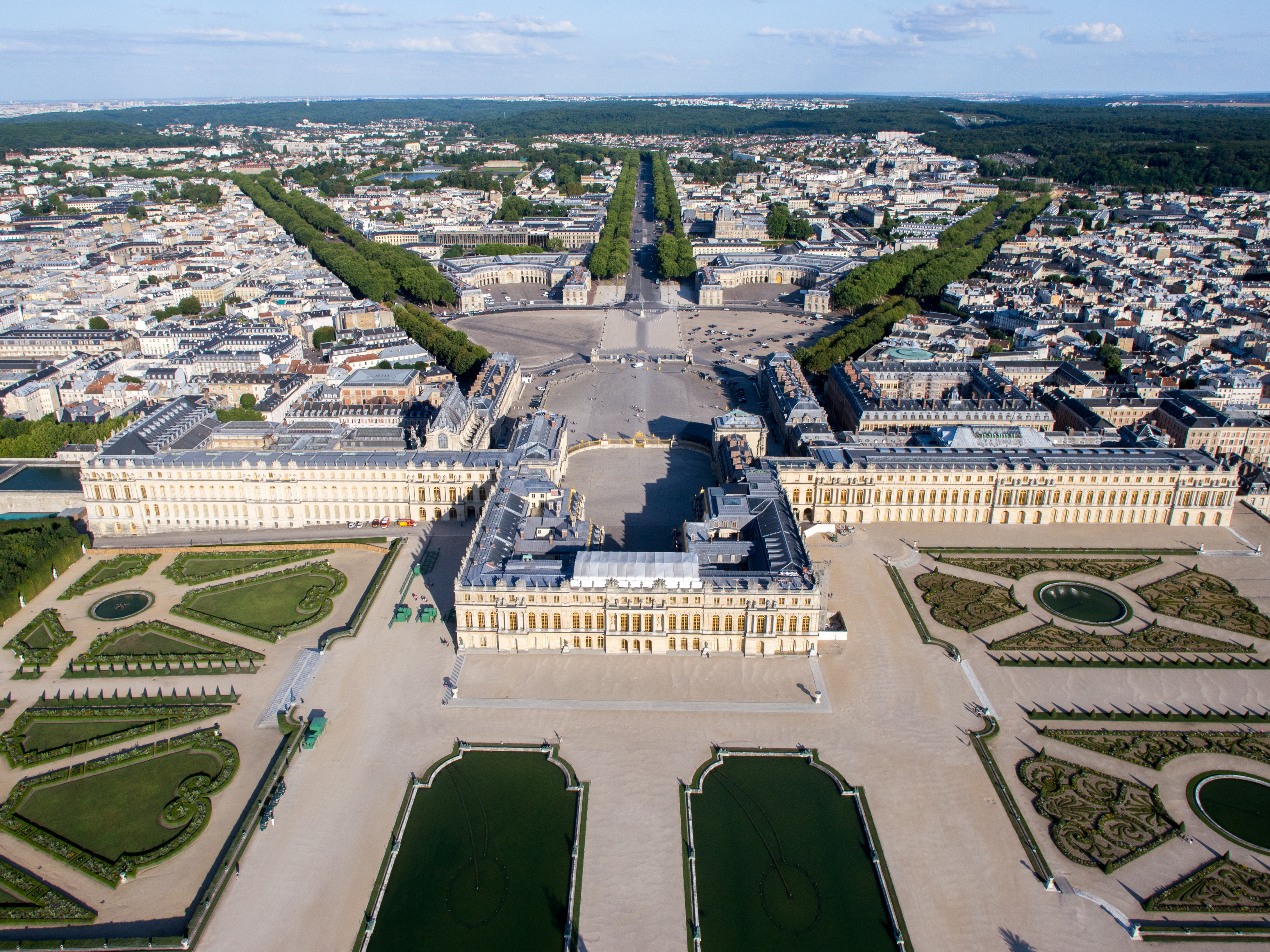
Вид на Версальский дворец с высоты

В конце XVI столетия архитекторы отказались от ренессансного способа разделения этажей с помощью разных колонн и стали декорировать фасады многоэтажных зданий всего лишь одним рядом колонн, тянущихся вверх от цоколя до главного карниза. Получился так называемый «колоссальный стиль». Его применение оказалось удачным: фасад зданий стал благородным, величественным, по сравнении с которым внешность построек первой половины XVI столетия казалась ничтожной и мизерной. «Колоссальный стиль» первоначально употреблялся для зданий с фасадами значительного протяжения, в обычных постройках он стал появляться только в середине XVII столетия, как, например, в замке Во-ле-Виконт, построенном Франсуа Мансаром для главного интенданта Николя Фуке.
Этот стиль как нельзя кстати пришёлся по вкусу Людовику XIV, вследствие чего он стал обязательным как и для правительственных зданий, так и для домов высшего сословия. Ввиду этого вместо однообразия в малом масштабе водворилось однообразие в огромном размере. В архитектуре эпохи «короля-солнце» наиболее отчётливо прослеживается принцип следования симметрии. Ярчайшим примером этого является знаменитый Версаль — дворцово-парковый ансамбль, сооружённый под Парижем Жюлем Ардуэном-Мансаром. Версальский дворец представляет собой громадное симметричное строение с рядами одинаковых окон, украшенное колоннами и пилястрами. Порой сооружались здания, стилистически противопоставлявшиеся архитектурному «мейнстриму», как например, парижский Дом Инвалидов, но подобные здания составляли исключения, и «колоссальный» стиль господствовал до конца XVIII столетия. Последние из неудачнейших его произведений — Гард-мёбль и Монетный двор в Париже.
В целом, ближе к концу правления Людовика XIV, французская архитектура деградировала по сравнению с его первыми годами на престоле. Интерьеры апартаментов Анны Австрийской в Фонтенбло, сохранившиеся не переделанными старинные комнаты в Люксембургском дворце в Париже, парижский Отель-Мазарен (теперь часть Национальной библиотеки Франции), некоторые части Отеля-Ланбер и особенно большая галерея нижнего этажа Лувра, выходящая лицом на Сену, дают прекрасное понятие о том, чего достигла французская архитектура в начале XVII столетия при отделке внутренности дворцов и особняков аристократии. Это роскоши без беспорядочной спутанности, целостность живописных и скульптурных украшениями, соразмерность деталей с целым и в особенности общая грандиозность, не достигавшаяся в интерьерном убранства ни во времена готики, ни в эпоху Возрождения. Подобные тенденции устоялись в первых годах царствования Людовика XIV, о чём свидетельствуют замок Во-ле-Виконт, Аполлонова галерея Лувра и даже некоторые из зал Версальского дворца, но впоследствии величественность нередко переходит в напыщенность, пластические и живописные украшения всё более и более утрачивают монументальный характер и впадают в излишество.

### Иезуитский стиль
В XVII—XVIII веках декор храмовых сооружений продолжает подражаться аналогичному, господствовавшему в конце XVI столетия в Италии, что особенно заметно в парижской церкви St.-Louis et St.-Paul (1627—41). Образовалась новая архитектурная школа, впоследствии получившая название «иезуитская». Её наиболее известными представителями были Жак Лемерсье, Франсуа Мансар и Пьер Лемюе.
Иезуитский стиль не отличается ни простотой, ни правильностью, ни логической последовательностью, но однако наличествует много роскоши и внешнего блеска. Его характерными чертами являются изобилие впалостей, негармоничная изогнутость, исковерканность линий, причудливость и напыщенность орнаментов, совершенно заслоняющих собой основные формы сооружения.
Противодействие этому стилю времён Людовика XIV началось с архитекторов Робера Декота и Луи Левана, хотя выстроенные ими в Париже церкви Сен-Рош и Сен-Сюльпис нельзя назвать особенно удачными. Гораздо большего успеха достиг Жак-Жермен Суффло, архитектор церкви Сент-Женевьев (ныне Пантеон). Архитектура этого здания не проявляет большой оригинальности и не содержит чрезмерные греко-римские детали, распространённые в эту эпоху; однако с другой стороны, Пантеон не обладает излишней пышностью, что придаёт зданию, также имеющую смелую конструкцию, красивый и грандиозный вид.

## Стильрококо
После смерти Людовика XIV французские архитекторы перешли от величественности стиля к старанию производить впечатление преимущественно изобилием, изяществом и оригинальностью деталей. Вся отделка залов, комнат и лестниц, оформленная в стиле рококо, принимает причудливо изогнутые, закрученные и изломанные формы. Однако, до конца XVIII века декорирование внутренности дворцов, правительственных зданий и богатых частных домов создавалось по большей части художниками, ещё не совсем забывшими хорошие традиции; они гнались больше всего за красотой, как за неизгладимой характерной чертой французского искусства лучших времён и выражением одного из стремлений национального духа.

## Архитектура Франции после революции 1789 года,ампирвремён Наполеона I
Почти все французский зодчие от начала XI и до конца XVIII века были проникнуты глубокими, твёрдыми художественными убеждениями и, руководствуясь в отношении красоты определёнными принципами, считали возможным достигать её не иначе как в той или другой системе. После Великой Французской Революции 1789 года подобные убеждения стали стушёвываться; они исчезли вместе с поколением художников, переживших революцию и первую империю.
Многие церкви во Франции во время революции были упразднены и разрушены. Впоследствии, во время наполеоновского правления и реставрации Бурбонов занимались лишь восстановлением оставшегося и опустошенного.
Первой третью XIX века завершается большой этап развития архитектуры Франции, прошедший под знаменем классицизма. Уже при Первой империи рационализм в градостроительстве набирает свои обороты, утилитарные запросы строительства городского хозяйства отодвигают эстетические соображения (которые в значительной степени определяли градостроительство классицизма) на второй план. Данная тенденция проявлялась во французском градостроительстве и в последующие годы, став его характерной чертой. Начиная с XIX века традиционная форма жилища аристократии — особняка-отеля (не путать с гостиницей), начинает угасать, на смену приходят вилла и особняк, как и сельский, так и городской. С первой трети XIX века проявляется нехватка дешёвого жилья, предназначенного, в первую очередь, для рабочих и неимущих.

## Архитектура 1814—1848 годов
Во времена реставрации Бурбонов и июльской монархии, в архитектуре широко распространился историзм: архитекторов, точно так же, как и литераторов, делили на «классиков» и «романтиков», по сути бывшими не более чем подражателями: первые ориентировались на плохо известные им и ещё хуже понимаемые памятники античного зодчества, а вторые — под поверхностно знакомые им произведения средневековой архитектуры. Некоторые довольно немногочисленные архитекторы держались эклектического направления, признавая все стили одинаково образцовыми. Впрочем, никто не отвергал какой-либо одной системы. Никакой общей эстетики больше не существовало, каждый был убеждён только в том, что образцом для подражания может служить любое старинное здание, какой бы характер оно не имело. Явственный отпечаток такого убеждения лежит на обстроившихся в ту пору парижских кварталах позади церквей Мадлен и Нотр-Дам-де-Лорет, некоторые улицы которых напоминают сборники всевозможных архитектурных эскизов ввиду разнообразия по стилю выходящих на них домов. Это чисто археологическое направление французской архитектуры завершилось с окончательным падением монархии Бурбонов. Однако различные течения историзма и ориентация на архитектурные образцы прошлого просуществуют во Франции на всём своём протяжении XIX века наряду с угасавшим классицизмом.
Такая же ситуация была и в церковной архитектуре, после июльской революции, церкви стали сооружаться вновь, но ввиду отставания от практики и традиций, архитекторы стали обращаться к прошлому: античности, средним векам, к двум предыдущим столетиям. Парижская церковь церковь Марии Магдалины (Мадлен), например, построена на античный храм с коринфскими колоннами; Нотр-Дам-де-Лорет (архитектор Луи Леба) и церковь Святого Викентия де Поля (архитектор Жак Иньяс Гитторф) являются более-менее хорошими подражаниями римским базиликам первых времён христианства; а Базилика Святой Клотильды (архитектор Франц Гау) — неудачный опыт постройки в стиле неоготики.
Начиная с 1830—1840-х годов во Франции значительно увеличилось количество крытых рынков, получившие распространение ещё в самом начале XIX века. Одним из новшеств в торговой архитектуре Франции являлись пассажи — крытые проходы между двумя улицами, где располагались торговые ряды и заведения общепита вроде кафе и ресторанов (несмотря на то, что первый парижский пассаж открылся в 1799 году, пик популярности пассажей пришёлся на реставрацию Бурбонов, по некоторым оценкам, за в те годы было построено до сотни пассажей) и базары — крытые рынки, прообразы современных ТЦ, где лавки арендовались у владельца базара. Популярности пассажей был посвящён водевиль 1827 года «Пассажи и улицы, или Объявленная война» где в ходе противостояния пассажей и уличной торговли первые побеждали. Уже к началу 1840-х годов Оноре Бальзак свидетельствует, что уличная торговля вытесняется более централизованной — в больших магазинах, их примером может послужить магазин «Прекрасная садовница», открывшийся в 1824 году, специализировавшийся на торговле одеждой (продавались вещи одинакового фасона, но разных размеров). Постепенно владелец магазина, пользовавшегося бешеной популярностью, скупил весь квартал вокруг здания.

## Времена Второй империи

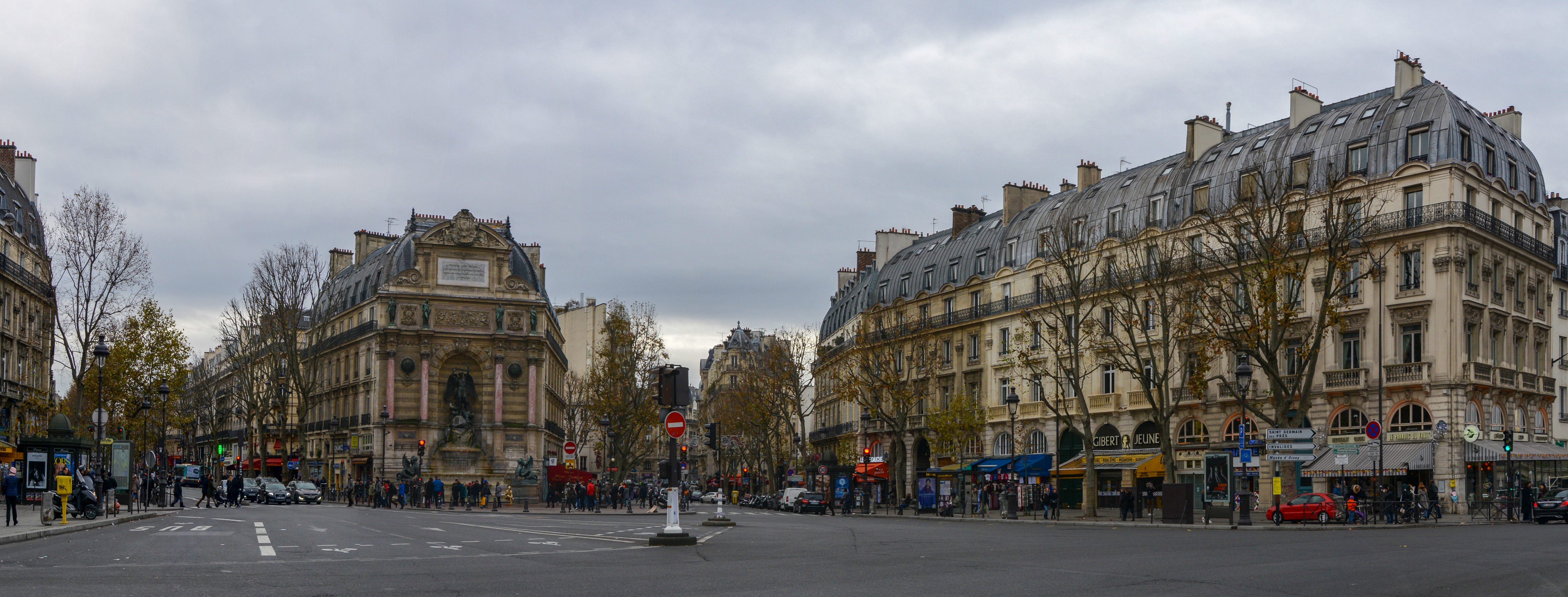
Площадь Сен-Мишель — типичный образец архитектуры османовской реконструкции Парижа

Во времена Второй империи французское зодчество вышло из застоя, найдя сильную поддержку себе в самом Наполеоне III и в кругу его придворных, высших чиновников и наживавшихся биржевых спекулянтов. В эпоху Второй империи архитектура совершила поворот в сторону академизма. Одним из главных негласных требований была помпезность зданий и демонстрация роскоши, что отражалось в пышной декоративности, склонность к дорогим предметам и позолоте и перегруженности предметами в интерьерах. Эти черты проявлялись в архитектуре на протяжении середины-конца XIX века. Построенные тогда в западной части Парижа дворцы для банкира Перейры, барона Готтингера, графа Пилле-Вилля, графини Паива, герцога Виктора де Персиньи, и герцогини Альба не уступают в отношении роскоши старинным аристократическим особнякам-отелям предместья Сен-Жермен-де-Пре и превосходят их во всем, что касается уютности, целесообразности и изящества. То же самое можно сказать и про большинство выросших в Париже при Наполеоне III значительных частных зданий, например, зданий некоторых кредитных учреждений, акционерных обществ и т. д. Здание Гранд-Опера, построенное в 1862 году по проекту Шарля Гарнье является типичным образцом стиля бозар и отличается ясностью композиции.
Что касается историзма, то строить в чисто греческом, в чисто римском или в каком бы то ни было чистом стиле при Наполеоне III никому не приходило в голову. Архитекторы, украсившие Париж означенными зданиями — Арман (автор проектов гостиниц Grand Hôtel и Hôtel du Louvre), Лабруст, Манжен, Эктор Лефюэль, Габриэль Давиу и другие, — не пренебрегая прежними образцами, как отжившими свой век и бесполезными, не считали, однако, своей обязанностью держаться их безусловно, и вполне независимо старались выказать каждый свой собственный талант в произведениях, удовлетворяющих столько же условиям истинной художественности, сколько и требованиям современной на этот момент жизни.
В 1853—1857 годах были осуществлены работы по завершению Лувра, что придало этому дворцовому ансамблю современный облик.
С середины XIX века в городах Франции получает распространение и развитие многоэтажный и многоквартирный доходный дом с торговыми помещениями на первом этаже. Чаще всего доходные дома строились в шесть этажей (с учётом мансардного). Также в это время появляется специальное жилище для рабочих, основные черты которого стали складываться к концу XIX века. Так, в 1850 году в Париже на улице Рошшуар были построены несколько домов из задуманного Наполеоном III образцового, на его взгляд, рабочего квартала, получившего название «Сите-Наполеон». Опыт оказался неудачным ввиду дороговизны жилья, но также и в смысле планировки, хотя в 1860 году было построено ещё несколько домов, а в 1865—1867 гг. — 42 «образцовых» трёхэтажных дома на улице Домениль, а также рабочий поселок на улице Бурдонэ. Дома квартала «Сите-Наполеон» представляют собой 3—4-этажные здания, расположенные вокруг сада-двора, каждое состоит из двух параллельных корпусов, между которыми проходит галерея с лестницами, дающими доступ в типовые квартиры. Одна дверь, проходившая мимо консьержа, ведёт в корпуса, предназначавшиеся для холостяков и больше напоминавшие казармы, рабочие избегали в них селиться.
Ввиду разрастания Парижа и ухудшения санитарной обстановки среди знати и буржуазии (не только крупной, но и средней) получили распространение загородные виллы, по сути, бывшие городскими особняками, ввиду расположения на загородных участках и в связи с этим обладавших большей свободой планировки. Несмотря на более просторные, чем в городе, участки, предполагавшие использование традиционного особняка-отеля, виллы этого периода индивидуальны, в них зачастую присутствует тенденция к монументальности и измельчённости форм при многосложности объёмов, как, например, принятие вилле формы замка путём наличия башенок, зубцов стен. В виллах очень ярко проявляется историзм, подражание французским шато выступает в смешение с элементами классицизма. С 1840—1850-х годов под влиянием изучения традиционного жилища и развития международных связей виллы стали проектироваться под влиянием немецких и швейцарских шале, а также английских коттеджей.
Среди торговых сооружений, возведённых при Наполеоне III, можно отметить т. н. «Чрево Парижа» — систему крытых торговых павильонов, построенных в 1854 году по личному приказу Наполеона III.
Из церквей, сооружённых в Париже при Наполеоне III, Сент-Трините (архитектор Теодор Баллю) построена в стиле эклектики, а все другие приближаются к романскому стилю: среди них можно перечислить Сент-Огюстен на бульваре Мальзерба (архитектор Виктор Бальтар), Сен-Франсуа-Ксавье на бульваре Инвалидов (архитектор Жозеф Ушар), Сен-Пьер-де-Монруж на Орлеанском проспекте (архитектор Эмиль Водремер) и Сен-Амбруаз на бульваре Вольтера (архитектор Теодор Баллю). Из культовых сооружений за его пределами можно отметить марсельскую базилику Нотр-Дам-де-ла-Гард по проекту Анри-Жака Эсперандье, построенную в 1853—1864 годах и сочетающую в себе неовизантийский и неороманский стили.
Одной из знаковых событий, произошедших во французской архитектуре в правление Наполеона III, стала реконструкция Парижа, проведённая под началом префекта департамента Сены в 1853—1870 годы барона Жоржа Эжена Османа, в ходе которой французская столица приобрела современный облик. Османовская реконструкция (т. н. османизация), имевшая большой размах, кардинально сменила облик Парижа (в частности, острова Сите), были снесены множество старых кварталов (включая средневековые), на месте которых были построены новые улицы (а иногда новые улицы прямо пробивались в существовавших кварталах), связавшие разные концы города, а также построены новые здания. В её ходе в том числе был облагорожен Булонский лес, также в черте Парижа были разбиты три больших муниципальных парка: Бют-Шомон, Монсо и Монсури. Немаловажную часть османовской реконструкции стали модернизация и переоборудование парижских водопровода и канализации, отличавшие высочайшим по тому времени техническим уровнем, до её начала водосбор для городских нужд осуществлялся из Сены, всё больше и больше загрязнявшейся, в ходе османизации водосбор питьевой воды осуществлялся из долин рек Дюи и Сюрмелен, а также из долины Ван по специально построенным акведукам, также были расширены и обновлены насосные станции для обеспечения водой для хозяйственных нужд. В ходе османизации канализация была проведена по всем улицам старого Парижа в виде подземных коллекторов, отводивших сточные воды в Сену за пределами столицы. Помимо благоустройства города, эта реконструкция несла и политические цели: шаткость режима Наполеона III, боявшегося новых народных восстаний, и его желание поднять престиж за счёт превращения Парижа в идеальный город заставляли Османа широко разворачивать общественные работы, и реконструируя Париж, пресечь любые возможности для ведения баррикадных боёв, удобных в узких улочках, и сложных на широких проспектах (тем не менее, даже несмотря на подобные архитектурные решения, это не спасло Наполеона III от свержения в ходе Парижской коммуны, также приведшей к разрушению дворца Тюильри). Однако несмотря на поставленные и в большой степени реализованные задачи, османовская реконструкция не решила, например, проблему городского транспорта.

## АрхитектураТретьей РеспубликидоПервой мировой войны(Belle Époque)
В первые десятилетия после свержения Наполеона III и окончательного установления республиканской формы правления академизм остаётся доминирующим архитектурным стилем. Одним из самых значимых сооружений этой эпохи, безусловно, является Эйфелева башня, будучи первоначально временным сооружением для Всемирной выставки 1889 года, ставшая архитектурным символом Парижа в целом и всей Франции в частности.
Модерн, появившийся в конце XIX века и широко распространившийся в Европе, во Франции изначально не прижился, поскольку сильное влияние академизма, связанное с традициями классицизма, не позволяло использовать свойственные модерну произвольные формы. Лишь в начале XX века этот стиль, получи название «ар-нуво» (фр. art nouveau), нашёл своё отражение в архитектуре, в нём начинают строиться здания. Точку на преобладание академизма в архитектуре поставила проходившая в Париже Всемирная выставка 1900 года, своего рода ставшего торжеством ар-нуво и эклектики. Более всего влияние ар-нуво проявляется в декоре фасадов, для которого становится характерным обилие лепки в виде человеческих фигур и растительного орнамента, барельефов, словно растворяющихся в стенах. Поздний модерн стилистически был более строгим, чем в первые годы своего существования, и таким образом, стал предтечей функционализма.

## Архитектураинтербеллума
После Первой Мировой войны окончательно доминирует модернистская архитектура. Одним из её ярчайших представителей является Ле Корбюзье, социалист по убеждениям. Творчество Ле Корбюзье во многом определит развитие мировой архитектуры, включая советскую (по проекту самого Ле Корбюзье в Москве было построение здание Центросоюза).

## Традиционное сельское жилище

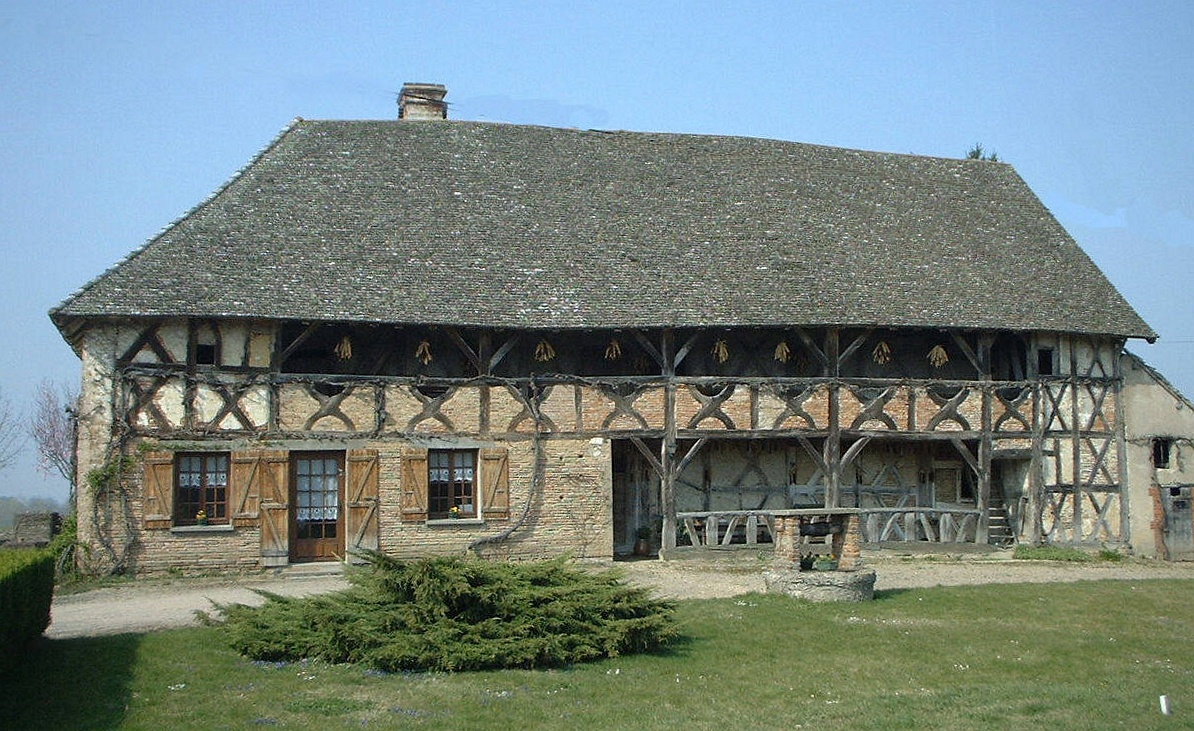
Дом в коммуне Бодриер, Луан, Бургундия

Традиционное сельское жилище Франции отличается большим разнообразием по планировке, материалу и технике строительства, обусловленным разнообразием природных условий и особенностями развития сельского хозяйства. Отличительной чертой сельского хозяйства Франции является её многоотраслевая специализация: помимо разведения пшеницы, являющейся основной культурой во всей Франции и животноводства интенсивного типа с посевами кормовых культур, сельское хозяйство Франции включает в себя животноводство альпийского типа, виноградарство, разведение корнеплодов (например картофеля), огородничество и садоводство: от яблоневых садов Нормандии до оливок и цитрусов Прованса. Кроме того, на сельскую архитектуру Франции оказало существовавшее долгое время мелкое землевладение с пережитками натурального хозяйства. Даже сейчас, несмотря на появление с середины XX века множества ферм общеевропейского образца, во французских деревнях сохраняются традиционные типы жилища. Многие крестьянские постройки датируются XVIII веком, а церкви и муниципальные здания — и вовсе XV—XVI вв.
Самым распространённым строительным материалом народной архитектуры Франции является камень, чаще всего известняк. В Бретани основным строительным материалом служит гранит, в Оверни — базальт, в Арденнах — сланец, а в Вогезах — розовый песчаник. На западе, севере и северо-востоке Франции распространён фахверк: деревянный каркас на каменном или кирпичном фундаменте заполнялся смесью глины и рубленой соломы или кирпичами, как и обожжёнными, так и сырцовыми. Материалы каркаса в зависимости от природных условий различаются.
Самой распространённой конструкцией крыш традиционного французского жилища является двухскатная стропильная, также распространены четырёхскатные (вальмовые) и мансардные. На севере Франции, горной Савойе и части Центрального массива крыши покатые и крутые, в то же время на юге и западе — невысокие и пологие. Покрытием служит черепица, каменные пластины, шифер, а с XX века — и железо, на севере Франции широко были распространены соломенные крыши, с начала XIX века вытесненные черепичными, шиферными и каменными. К середине XX века соломенные крыши встречались лишь на постройках бедняков в глухих горных районах. В каменистых плато Центрального массива материалом для крыш служит камень известняковых пород, а в Лотарингии и Бургундии — вулканических пород. Каменные пластины укладывались друг на друга ступенькой вдоль ската крыши, и так как они ничем не скреплялись, то нижележащие пластины держатся тяжестью вышележащих. Каменные крыши очень тяжелы и требуют прочного каркаса, среди материалов главным образом применялся дуб. К середине XX века каменные крыши были довольно редки. Применяемая в традиционной французской архитектуре черепица бывает двух видов — изогнутая (фр. tuile courbe, tuile creuse), введённая в употребление древними римлянами, и черепица с крючком (фр. tuile plate a crochet). Первый вид широко применяется на юге и западе страны, где распространены низкие и пологие крыши, а также в Лотарингии и Шампани. По мнению многих французских этнографов и географов, например, Жана Брюна, использование изогнутой черепицы для покрытия традиционного французского жилища свидетельствует о римском влиянии, распространявшимся со Средиземноморья на север и запад по долинам Луары, Роны, Соны и Алье.
Наиболее распространённым типом жилища является северофранцузский (в среде французских этнографов также называемый галльским). Дома северофранцузского типа строили, как уже понятно из названия, на севере страны, а также на западе и в Центральном массиве. Они характеризуются одноэтажностью, крутой крышей и объединяют под одной крышей и жилые, и хозяйственные помещения. Северофранцузский дом обычно имеет три-четыре помещения, разделённые стенами/перегородками перпендикулярно коньку крыши: как правило, это кухня, одна-две спальни и хозяйственные помещения, отделённые от жилых капитальной стеной. На фронтоне кухни располагался камин, впоследствии заменённый плитой. Строительным материалом для северофранцузских домов служил камень или деревянный каркас-фахверк. На обширной территории распространения данного типа дома существует множество его подвариантов, характеризующихся особенностями планировки. Самыми архаичными являются однокамерные жилища Бретани и Оверни, хотя ещё в XVII веке в Северной и Центральной Франции встречалось схожее по планировке жилище, где также под одной крышей жили и хозяева и скот, но хлев отделялся от жилой части перегородкой. В свою очередь, традиционное бретонское жилище строилось из гранита, оно довольно низкое и приземистое, с двумя дымоходами на каждом из фронтонов. Вход в жилище располагается у широкой стороны дома. Ещё в середине XX века однокамерные постройки использовались по назначению, в главном образом у рыбаков. Дома побережья Бретани хорошо приспособлены к местному климату, дом обычно скрывается за склоном холма, северная и западная стороны, обращённые в сторону моря и принимающие на себя порывы ветра, не имеют окон и дверей. Во внутренней Бретани дома выше, обладает крутыми крышами (ранее крывшимися соломой, с XX века — шифером), под которым располагается чердак (иногда используемый как амбар), к которому ведёт внешняя каменная лестница. Здесь, как и в однокамерных домах, так же под одной крышей жили и хозяева, и скот, но впоследствии помещение для скота стали отгораживать перегородкой, иногда не доходящей до полка. Ещё в начале XX века в таких домах жили бедняки. Позднее перегородка стала капитальной, а у хлева появился отдельный вход. Постепенно изменение стало происходить и с жилым помещением: первоначально однокамерное, оно стало усложняться выделением спальни или парадной комнаты, которые отгораживались перегородкой от кухни. Современные бретонские сельские дома — двухэтажные (нередко в двухэтажные переоборудуются старые одноэтажные путём перестройки чердака в жилые, чаще спальные помещения), в современных домах иногда между кухней и комнатой устраивается коридор, из которого налево и направо идут входы в кухню и парадную комнату. Часть коридора используется в качестве чулана, в его глубине находится лестница, ведущая на чердак. Стойла и конюшни всё ещё находятся под одной крышей с жилыми помещениями, но другие хозяйственные помещения — амбар, свинарник, сарай и т. п., являются либо пристройками, либо стоят отдельно от дома.
На северо-востоке Франции, являющемся житницей страны: в Шампани, Иль-де-Франс, Пикардии, Артуа и Бос, сложился комплекс дома с замкнутым двором (фр. maison a cour ferme, термин введён А. Деманжоном), когда жилые и хозяйственные помещения, примыкая к друг другу, образуют квадрат. В центре двора обычно складируют навоз. Первые фермы с закрытым двором строились ещё в Средние века на монастырских землях (как правило, принадлежавших монастырям, осваивавшим новые земли), и располагавшихся поодаль от общинных, в окрестностях Парижа они стали появляться в XVIII веке. Как правило, они располагаются поодиночке, в самом центре поля, однако в Пикардии дома с закрытым домом стоят достаточно близко друг к другу, образуя улицы. Типичный пикардийский дом представляет собой круглую или прямоугольную. Фасадную, выходящую на улицу сторону, занимает амбар и ворота во двор. Собственно дом находится напротив амбара и входа, по бокам двора располагаются стойла и конюшни, связанные с жилым домом внутренними дверями или находящимся под крышей проходом. Помимо Франции, дома с закрытым двором строились и у бельгийских валлонов. В некоторых областях Шампани в качестве заполнения каркаса фахверка служат брикеты из высушенной земли, покрывающиеся обмазкой из нежирной земли и иногда штукатурящиеся.
В районах с доминирующей скотоводческой отраслью характерен совершенно иной тип дома и двора. Хозяйственные постройки обычно разбросаны на довольно большом по площади дворе. Дома с открытым двором распространены в Нормандии, Анжу, Вандее и частично Бретани. К югу от области Бос дворы незамкнуты, область их распространения охватывает широкий пояс от Пуату на западе до южных границ Шампани на востоке, и включает в себя Берри, Ниверне, Бурбонне, Шароле и частично низовья и Среднюю долину Луары.

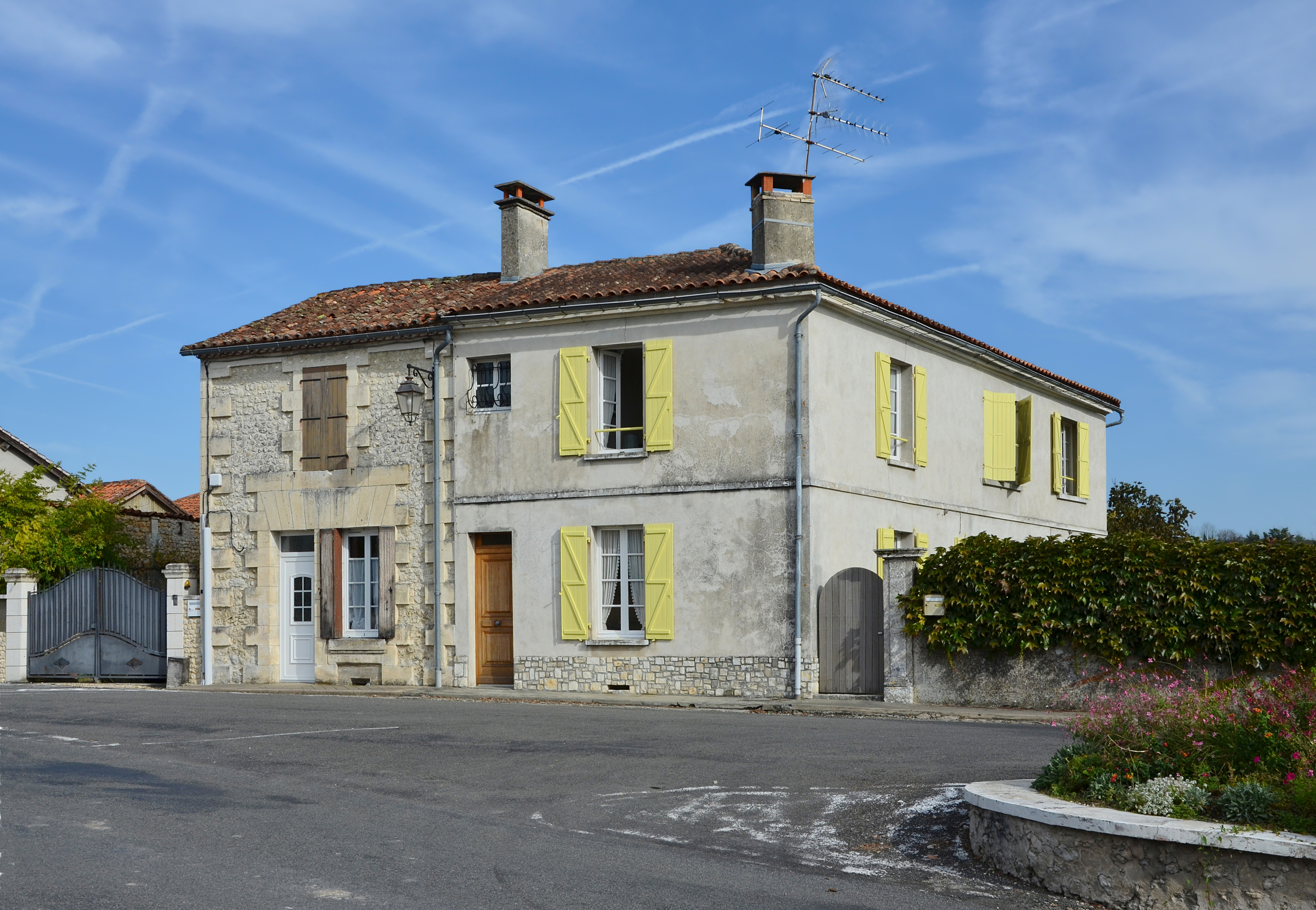
Дом в коммуне Саль-Лавалет, регион Пуату-Шаранта (историческая область Ангумуа)

Нормандские фермы обладают узнаваемым силуэтом, и располагаются в центре надела, в маленьких хозяйствах все жилые и хозяйственные помещения расположены под одной крышей, каждое помещение отделено от другого стеной и имеет собственный вход. В целом, традиционное нормандское жилище является типичным северфоранцузским домом, вход в здание ведёт в кухню, справа к ней примыкают парадная комната или стойло/конюшня, а слева — спальня или другая жилая комната. На кухне у одной из боковых стен, а иногда и у стены, противоположной двери, располагается сложенный из кирпича камин, расширяющийся в направлении внутренней части кухни. Снаружи стены белятся ил красятся, такую же фактуру стены имеют и внутри кухни. В Верхней Нормандии, богатой на дубравы, в качестве традиционного строительного материала использовалось именно дерево, строили в технике фахверк, фундамент — каменный или кирпичный. Нижненормандский дом одноэтажный, но зажиточные селяне живут в двухэтажных домах.
На юге и юго-востоке Франции, с преобладанием виноделия и поликультурных хозяйств, распространён двухэтажный средиземноморский дом, характерный для скученных помещений. Сводчатый нижний этаж содержит хозяйственные помещения — погреб, стойла, погреб для вина, сарай для сельхозинвентаря; верхний — жилой. Вдоль второго этажа тянется терраса, куда ведет внешняя каменная лестница. Иногда спальные соединяются с террасой отдельными входами, но чаще они сообщаются только с общей комнатой или имеют две двери, ведущие одна на террасу, другая в общую комнату. На чердаке сушится и хранится сено и другие сельскохозяйственные культуры. Крыша у средиземноморского дома двухскатная, покрыта черепицей.
В болотистом Камарге, расположенном в дельте Роны на юге Франции традиционным жилищем является своеобразная хижина с низкими стенами, представляющими собой плетень из вертикальных кольев или вяза, переплетённых ивовыми ветвями, к остову которых проволокой прикреплены связки болотного тростника. Также в Камарге строили дома, не имевшие каркаса, материалом которых служила глина, смешанная с соломой. Подобные хижины с низко опускающимися скатами крыш характерны для области Бретонских болот, Вандеи, где назывались бурин (фр. bourine). К середине XX века глина, смешанная с соломой, применялась лишь для возведения хозяйственных построек — конюшен, стойл.
Для юго-запада Франции, находящегося в отрогах Альп, как и для всего альпийского региона, характерно шале — срубной дом, строящийся из брёвен ели или пихты, промежуток между которыми заполняется мхом. Крыши шале, их форма, материалы и конструкция зависят от географических, социально-экономических условий и традиций. Крыша — чаще всего двухскатная, слегка наклонена. Для шале Лотарингии и Савойи характерна столбовая конструкция крыш шале. Кроют крышу шале черепицей, шифером, каменными пластинами, а изредка соломой и дранкой. В XX веке крышу стали крыть железом. В целом французские шале в развитой форме аналогичны шале Швейцарии, Австрии и Италии.
В Эльзасе, ввиду немецкоязычного населения и исторической принадлежности к Германии, распространён двухэтажный фахверковый средненемецкий дом. Промежутки между дубовым каркасом заполнены кирпичом.